# Сатурн V
«Сатурн V», також «Сатурн-5» (англ. Saturn V) — американська ракета-носій, розроблена НАСА. Належала до класу надважких і залишається найбільш вантажопідіймальною зі створених людством ракет, які виводили корисний вантаж на орбіту. Здійснювала польоти у 1967—1973 роках. Була здатна вивести на низьку навколоземну орбіту 140 т, а на траєкторію до Місяця — 47 т корисного навантаження. Мала три ступені, працювала на рідкому паливі. На першому ступені встановлювалися п'ять киснево-гасових двигунів, на другому — п'ять двигунів, що працювали на рідких водні та кисні, на третьому ступені — один киснево-водневий двигун, такий же, як і на другому ступені.
«Сатурн V» був розрахований на пілотовані польоти. Ракета використовувалася для реалізації програми американських місячних місій. З її допомогою була здійснена перша посадка людей на Місяць в липні 1969 року, а також для виведення на навколоземну орбіту станції «Скайлеб» (у двоступеневому варіанті).
Станом на 2024 рік «Сатурн V» залишається єдиною ракетою-носієм, яка виводила людей за межі низької навколоземної орбіти (ННО). «Сатурн V» є рекордсменом з виведення корисного навантаження на низьку навколоземну орбіту — 141 136 кг (у цю масу входить паливо, необхідне для відправки Командно-службового модуля «Аполлон» і Місячного модуля на Місяць).
«Сатурн V», найбільша серійна модель ракети сімейства «Сатурн», була розроблена під керівництвом видатного конструктора ракетно-космічної техніки Вернера фон Брауна в Центрі космічних польотів імені Маршалла в Гантсвіллі, штат Алабама. Основними підрядниками будівництва ракети були компанії Boeing, North American Aviation, Douglas Aircraft Company та IBM. Було побудовано 15 придатних до польоту апаратів, ще три використовувалися для наземних випробувань. Загалом з Космічного центру Кеннеді було запущено 13 ракет «Сатурн V», дев'ять із яких доставили на Місяць 24 астронавти — від «Аполлона-8» (грудень 1968 року) до «Аполлона-17» (грудень 1972 року).

## Історія

### Передумови
У вересні 1945 року уряд США в рамках операції «Скріпка» (Paperclip), санкціонованої тодішнім президентом США Гаррі Труменом, перевіз із Німеччини до США німецького ракетного технолога Вернера фон Брауна та понад 1500 німецьких ракетних інженерів і техніків. Фон Брауна, який брав участь у створенні німецької ракети «Фау-2» (V-2), передали до відділу ракетного проєктування армії США. У період з 1945 по 1958 рік його робота полягала переважно в переданні американським інженерам ідей і методів, які лежали в основі розробки «Фау-2»; крім того, він писав книги та статті для популярних журналів.
Цей підхід довелося змінити в 1957 році, коли Радянський Союз запустив «Супутник-1» — перший штучний супутник Землі, створений на базі міжконтинентальної балістичної ракети (МБР) Р-7, здатної доставити термоядерну боєголовку до території США. Армія та уряд США почали докладати зусиль для того, щоб відправити американців у космос раніше за Радянський Союз. Для цього вони залучили команду фон Брауна, яка в 1956 році створила сімество ракет «Юпітер». У січні 1958 року ракета «Юнона-1» запустила в космос перший американський супутник. Фон Браун вбачав серію ракет «Юпітер» прототипом майбутнього сімейства ракет і називав її «немовля Сатурн».

### Розробка сімейства ракет «Сатурн»

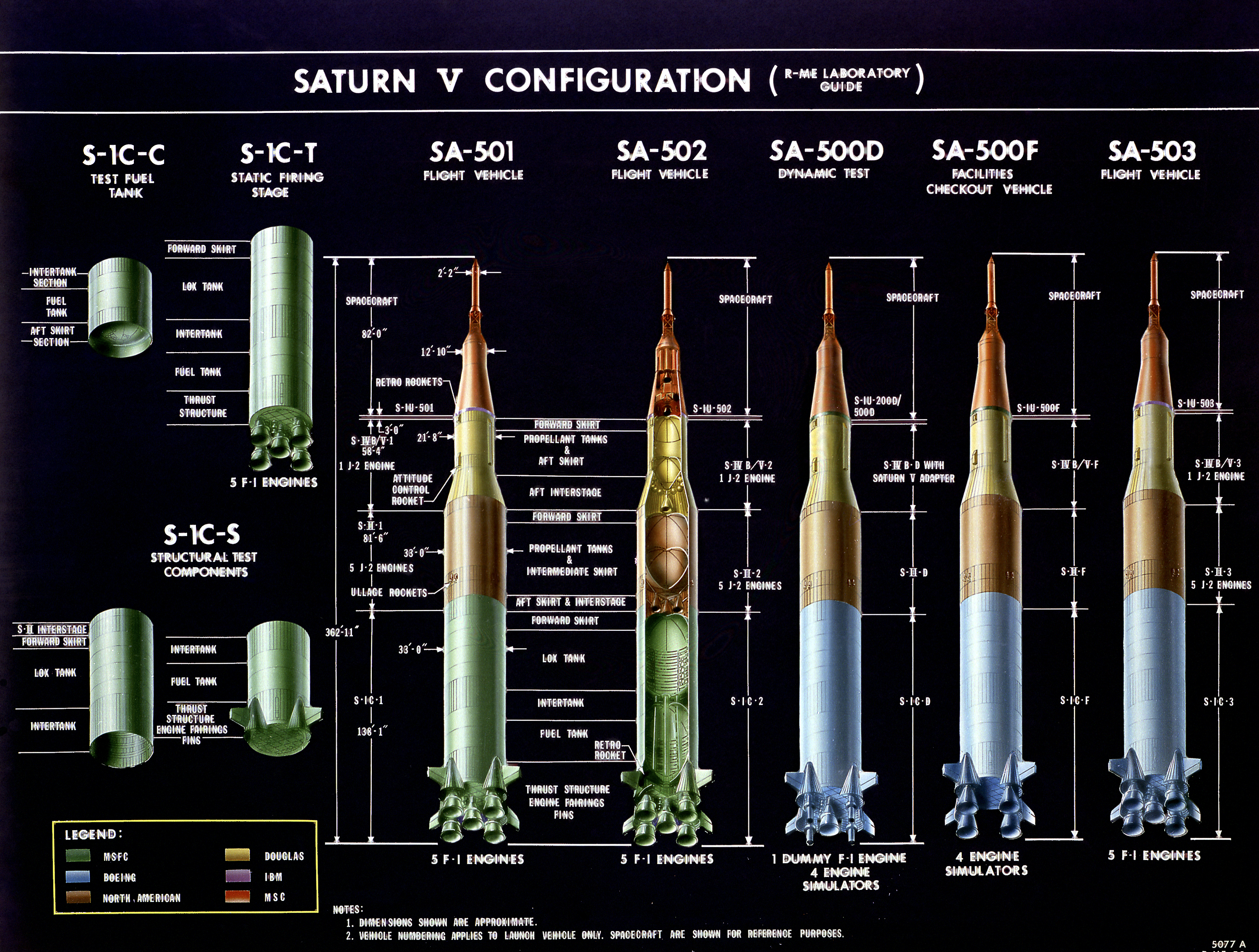
Конфігурації випробувальних версій "Сатурн V та літальних апаратів.

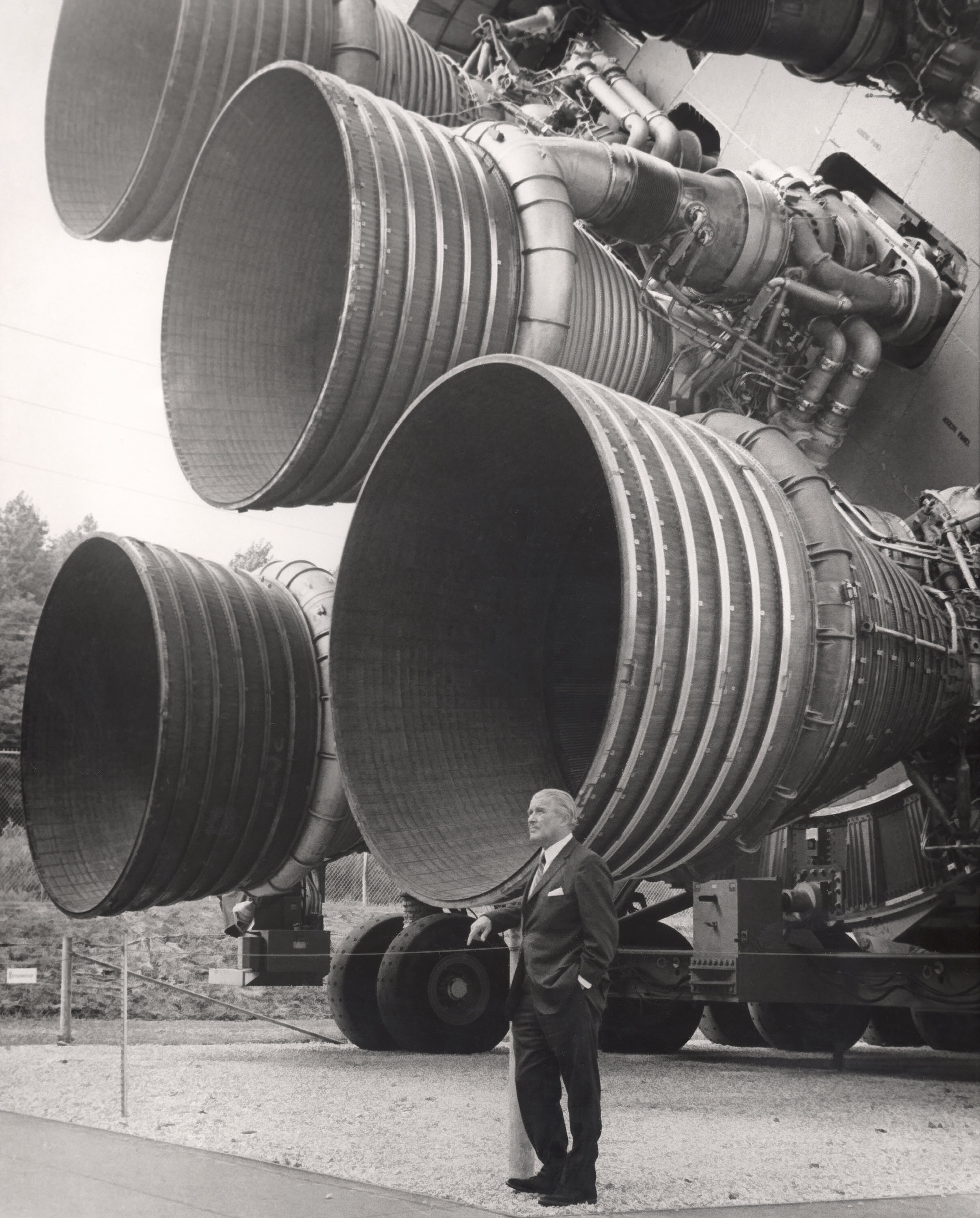
Вернер фон Браун на фоні двигунів F-1 першого ступеня ракети-носія «Сатурн V» у.

Ракети сімейства «Сатурн» конструювалися на основі сімейства ракет «Юпітер», і з огляду на це отримали назву на честь планети Сонячної системи, наступної за Юпітером, — Сатурна.
Між 1960 і 1962 роками в Центрі космічних польотів імені Маршалла (MSFC) розробляли сімейство ракет «Сатурн», придатних для польотів на навколоземну орбіту та пілотованого польоту на Місяць, — «Сатурн C-1», «Сатурн C-2», «Сатурн C-3», «Сатурн C-4»).
Проєкти ракет-носіїв C-2, C-3 і C-4 передбачалося використовувати для складання на навколоземній орбіті корабля для польоту на Місяць, після чого цей корабель мав вийти на траєкторію до Місяця, висадитися на ньому і злетіти з нього. Маса такого корабля на навколоземній орбіті повинна була становити близько 200 тонн.
«Сатурн C-2» мав виводити на низьку навколоземну орбіту корисне навантаження масою 21,5 тонни. За цим проєктом передбачалося зібрати корабель для польоту на Місяць за 15 пусків.
«Сатурн C-3» планувався для виконання зустрічі на навколоземній орбіті (EOR) як частини місячної місії, причому для однієї посадки на Місяць потрібно було здійснити щонайменше два або навіть три запуски. «Сатурн C-3» був триступеневою ракетою-носієм: перший був обладнаний двома двигунами F-1, другий — чотирма двигунами J-2, а третій ступінь являв собою другий ступінь ракети «Сатурн C-1» — S-IV. «Сатурн C-3» повинен був виводити на низьку навколоземну орбіту корисне навантаження масою 36,3 тонни.
Однак у Центрі космічних польотів імені Маршалла запланували ще більшу ракету, C-4, перший ступінь якої мав бути обладнаний чотирма двигунами F-1, другий являв собою збільшений C-3, а третій — S-IVB, ступінь з одним двигуном J-2. Для виконання місячної місії із зустріччю на навколоземній орбіті достатньо було здійснити лише два запуски ракети C-4.
Четверта ракета сімейства «Сатурн», «Сатурн C-4», теж була триступеневою: перший ступінь був обладнаний чотирма двигунами F-1, другий ступінь був таким же, як і на C-3, а третім ступенем був S-IVB — збільшений варіант ступеня S-IV. «Сатурн C-4» мав виводити на низьку навколоземну орбіту корисне навантаження масою 99 тонн, і за цим проєктом місячний корабель можна було б зібрати за два запуски.
10 січня 1962 року НАСА оголосило про плани створення наступної ракети серії — C-5. Вона планувалася триступеневою: перший ступінь — S-IC із п'ятьма двигунами F-1, другий — S-II з п'ятьма двигунами J-2, а третій — S-IVB з одним двигуном J-2. С-5 мала виводити на траєкторію до Місяця корисне навантаження масою 41 тонна.
Ракета C-5 мала прийти випробування компонентів ще до побудови першої моделі. Третій ступінь S-IVB мав використовуватися як другий ступінь для моделі C-1B, тим самим продемонструвавши життєздатність концепції і можливість створення моделі C-5, а також надавши польотні дані, критично важливі для розробки C-5. Було вирішено випробувати не кожен з основних компонентів моделі C-5 поодинці, а всю ракету в зборі: уже в першому випробувальному польоті ракета мала складатися з повних версій усіх трьох ступенів. Випробування всіх компонентів одночасно дало б змогу радикально зменшити кількість випробувальних польотів перед запуском з екіпажем.
На початку 1962 року НАСА остаточно вибрало C-5 як основну модель програми «Аполлон», а ракети перейменували: модель C-1 отримала назву «Сатурн I», C-1B — «Сатурн IB», а C-5 — «Сатурн V». Команду розробників у Центрі космічних польотів імені Маршалла (MSFC), якій була поставлена задача створити ракету, здатну доставити пілотований космічний корабель до Місяця і назад, очолив Вернер фон Браун. Під час доопрацювань команда відмовилася від конструкції «Фау-2» з одним двигуном і почала розробляти модель із кількома двигунами.
Остаточна конструкція «Сатурна V» мала кілька ключових особливостей. Для першого ступеня було обрано двигуни F-1, а для другого і третього — J-2, новий двигун на рідкому водні. НАСА остаточно визначилося зі своїми планами щодо продовження роботи над проеєктом «Сатурн» фон Брауна, і космічна програма «Аполлон» набрала обертів.
Проєктуванням ступенів займався Центр космічних польотів ім. Маршалла в Гантсвіллі, а для будівництва були обрані зовнішні підрядники:
- S-IC — Boeing
- S-II — North American Aviation
- S-IVB — Douglas Aircraft
- Приладовий блок[en] — IBM.

### Вибір схеми польоту на Місяць для програми «Аполлон»
Розробляючи схему пілотованого польоту на Місяць, НАСА розглядало три варіанти:
- Зустріч на навколоземній орбіті[en] (EOR): кількома ракетними запусками частини космічного апарата прямого зльоту та силові установки виводяться на навколоземну орбіту. Там вони збираються в єдиний космічний корабель, який вирушає на траєкторію польоту до Місяця (TLI).

- Прямий зліт[en]: космічний корабель запускається як єдине ціле і прямує безпосередньо до поверхні Місяця, без попереднього виходу на місячну орбіту[45].
- Зустріч на навколомісячній орбіті (LOR).

Для польоту за схемою прямого зльоту була потрібна надзвичайно велика ракета, здатна доставити космічний корабель із трьома астронавтами безпосередньо на поверхню Місяця. Схема зустрічі на навколоземній орбіті (EOR) потребувала двох запусків, під час яких на орбіту навколо Землі виводилися дві окремі частини космічного корабля, які потім стикувалися одна з одною, утворюючи один великий корабель для прямого приземлення. Схема зустрічі на навколомісячній орбіті передбачала запуск однією ракетою двох космічних апаратів: корабля-носія і меншого, двомісного посадкового модуля, який після посадки на Місяці та злету з нього стикувався з основним космічним апаратом на навколомісячній орбіті. Після цього астронавти мали перейти в основний корабель, посадковий модуль відкидався для зменшення загальної маси, а корабель-носій повертався на Землю.
Спочатку НАСА відкидало схему із зустріччю на навколомісячній орбіті, тому що вважало її найризикованішим варіантом, адже на той час стикування ще не здійснювали навіть на навколоземній орбіті, а тим більше на навколомісячній. Але кілька посадовців НАСА, зокрема інженер Дослідного центру імені Ленглі Джон Губолт та адміністратор НАСА Джордж Лоу, були переконані, що стикування на навколомісячній орбіті спростить посадку на Місяць, оскільки буде найбільш економічно ефективним для ракети-носія, і що це буде найкращий шанс здійснити висадку на Місяць протягом десятиліття. У цьому вдалося переконати й інших посадовців НАСА, і 7 листопада 1962 року адміністратор НАСА Джеймс Вебб офіційно затвердив зустріч на навколомісячній орбіті як схему польоту для програми «Аполлон», про що було оголошено 7 листопада 1962 року.
У серпні 1963 року директором проєкту з розробки ракети-носія «Сатурн V» був обраний Артур Рудольф. Він розробив вимоги до ракетної системи та план польоту для програми «Аполлон». Перша ракета-носій «Сатурн V» стартувала з Космічного центру імені Кеннеді 9 листопада 1967 року, у день народження Рудольфа. Політ пройшов бездоганно. У травні 1968 року Рудольфа було призначено спеціальним помічником директора Центру космічних польотів імені Маршалла, а 1 січня 1969 року він пішов у відставку з НАСА. 16 липня 1969 року ракета «Сатурн V» підняла у космос «Аполлон-11», який доставив перших людей на Місяць.

### Список запусків

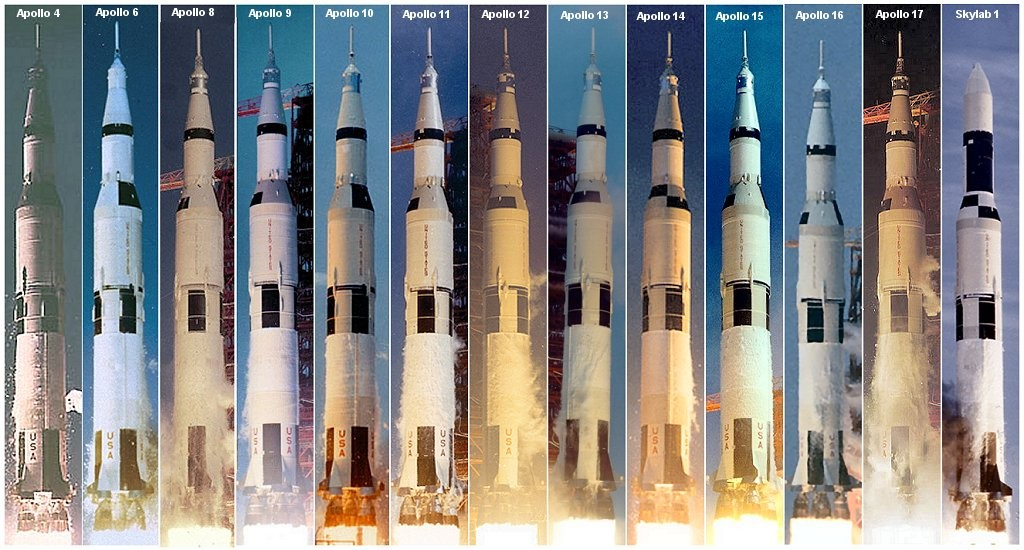
Колаж запусків ракети-носія «Сатурн-5»

| Серійний номер | Місія                             | Дата запуску (UTC)                | Пусковий майданчик                | Примітки |
| -------------- | --------------------------------- | --------------------------------- | --------------------------------- | --- |
| SA-500F        | Перевірка компонування складників | Перевірка компонування складників | Перевірка компонування складників | Перевірка надійності з'єнання компонентів та роботи випробувального обладнання на пусковому майданчику 39А до того, як була готова льотна модель. Перший ступінь утилізовано, другий перетворено на S-II-F/D, третій виставлено в Космічному центрі імені Кеннеді. |
| SA-500D        | Динамічне випробування            | Динамічне випробування            | Динамічне випробування            | Оцінка реакції апарата на вібрації. Виставлено в Ракетно-космічному центрі США в Гантсвіллі, штат Алабама. |
| S-IC-T         | Перевірка роботи всіх систем      | Перевірка роботи всіх систем      | Перевірка роботи всіх систем      | Перший ступінь використовувався для статичних випробувань у Центрі космічних польотів імені Маршалла. Експонується в Космічному центрі імені Кеннеді. |
| SA-501         | «Аполлон-4»                       | 09.11.1967 12:00:01               | 39А                               | Перший випробувальний 8,5-годинний політ ракети «Сатурн V», виведення безпілотного космічного апарата на високу навколоземну орбіту; демонстрація повторного запуску двигуна S-IVB; перевірка теплового екрана з моделюванням швидкості й кута траєкторії повернення з Місяця. Успішне випробування. |
| SA-502         | «Аполлон-6»                       | 04.04.1968 12:00:01               | 39A                               | Другий безпілотний запуск за програмою «Аполлон». 10-годинна місія з метою визначити, у яких умовах відбуватимуться пілотовані польоти. Оцінювання «Сатурна V» на предмет здійснення пілотованих польотів. Спроба демонстрації переходу на траєкторію польоту до Місяця та переривання польоту з використанням двигуна Службового модуля; три відмови двигуна, зокрема невдалий перезапуск S-IVB. Контролери польоту використовували двигун Службового модуля для повторення профілю польоту «Аполлона-4». |
| SA-503         | «Аполлон-8»                       | 21.12.1968 12:51:00               | 39A                               | Перший пілотований політ «Сатурна V». Екіпаж: Френк Борман, Джеймс Ловелл, Вільям Андерс. Перший в історії людства вихід на навколомісячну орбіту. Командно-службовий модуль за 20 годин здійснив 10 обертів навколо Місяця. |
| SA-504         | «Аполлон-9»                       | 03.03.1969 16:00:00               | 39A                               | Другий пілотований політ «Сатурна V». Екпіжа: Джеймс Макдівітт, Девід Скотт, Рассел Швайкарт. Імітація польоту на Місяць на навколоземній орбіті. Перший пілотований політ Командно-службового і Місячного модулів на навколоземній орбіті. Відпрацювання перебудови корабля і маневрів, які виконуватимуться на навколомісячній орбіті у подальших місіях. Перевірка портативної системи життєзабезпечення, яка використовуватиметься на поверхні Місяця. |
| SA-505         | «Аполлон-10»                      | 18.05.1969 16:49:00               | 39B                               | Генеральна репетиція першої висадки на Місяць. Екіпаж: Томас Стаффорд, Джон Янг, Юджин Сернан. Другий пілотований вихід на навколомісячну орбіту. Місячний модуль пролетів на висоті 15 км над поверхнею Місяця. |
| SA-506         | «Аполлон-11»                      | 16.07.1969 13:32:00               | 39A                               | Перша посадка людей на поверхню Місяця, здійснена на базі Спокою в морі Спокою. Екіпаж: Ніл Армстронг, Майкл Коллінз, Базз Олдрін. Тривалість перебування на поверхні — 2 год 31 хв. Екіпаж привіз на Землю 21,55 кг місячного ґрунту. |
| SA-507         | «Аполлон-12»                      | 14.11.1969 16:22:00               | 39A                               | Невдовзі після зльоту в апарат двічі влучила блискавка, але серйозних пошкоджень не завдала. Екіпаж: Чарлз Конрад, Річард Гордон, Алан Бін. Друга посадка, здійснена в Океані Бур за 200 м від космічного корабля «Сервеєр-3», який приземлився там за 2,5 року до того. Астронавти демонтували деякі деталі цього апарата і привезли їх на Землю. Крім того, вони зібрали 34,30 кг місячних порід і привезли їх на Землю. Тривалість перебування астронавтів на поверхні Місяця — 7 год 45 хв. |
| SA-508         | «Аполлон-13»                      | 11.04.1970 19:13:03               | 39A                               | Третя спроба посадки Місяць. Екіпаж: Джеймс Ловелл, Джон Свайгерт, Фред Гейз. 14 квітня на відстані 330 000 км від Землі через низькочастотні вібрації ракети вибухнув кисневий балон і вийшли з ладу два з трьох паливних елементів, які забезпечували електропостачання відсіку екіпажу Командного модуля. Вийшли з ладу маршовий двигун і системи життєзабезпечення Службового модуля. Робочим залишився лише Місячний модуль, і екіпаж використав його як «рятувальну шлюпку» для повернення на Землю: траєкторію польоту вдалося скоригувати за допомогою двигуна цього модуля. Облетівши Місяць, астронавти успішно повернулися на Землю. Місію охарактеризували як «успішна невдача». |
| SA-509         | «Аполлон-14»                      | 31.01.1971 21:03:02               | 39A                               | Третя посадка на Місяць. Здійснена у формації Фра Мауро[en], розташованій на північний схід від Океану Бур. Екіпаж: Алан Шепард, Стюарт Руса, Едгар Мітчелл. Упродовж польоту виконана велика дослідна програма, яка переважала за обсягом місії «Аполлон-11» і «Аполлон-12». Тривалість перебування астронавтів на поверхні Місяця — 9 год 21 хв. На Землю привезено 42,80 кг місячних порід. |
| SA-510         | «Аполлон-15»                      | 26.07.1971 13:34:00               | 39A                               | Перший політ із розширеним Місячним модулем і місячним автомобілем, який потім використовувався також у місіях «Аполлон-16» і «Аполлон-17». Екіпаж: Девід Скотт, Альфред Ворден, Джеймс Ірвін. Місячний модуль приземлився в районі Гедлі-Апенніни[en], розташованому поблизу Моря Дощів. Тривалість перебування астронавтів на поверхні Місяця — 18 год 33 хв. На Землю привезено 76,70 кг місячних порід. |
| SA-511         | «Аполлон-16»                      | 16.04.1972 17:54:00               | 39A                               | Посадка на високогір'ї Декарта[en]. Екіпаж: Джон Янг, Кен Маттінглі, Чарльз Дюк. Другий політ із місячним автомобілем. Тривалість перебування астронавтів на поверхні Місяця — 20 год 14 хв. На Землю привезено 94,30 кг місячних порід. |
| SA-512         | «Аполлон-17»                      | 07.12.1972 05:33:00               | 39A                               | Єдиний нічний запуск «Сатурна V». Екіпаж: Юджин Сернан, Роналд Еванс, Гаррісон Шмітт. Місячний модуль здійснив посадку в регіоні Таурус-Літтроу[en]. Третій політ із місячним автомобілем. Перший геолог на Місяці. Остання висадка людей на Місяць. Тривалість перебування астронавтів на поверхні Місяця — 22 год 02 хв. На Землю привезено 110,40 кг місячних порід. |
| SA-513         | «Скайлеб»                         | 14.05.1973 17:30:00               | 39A                               | Запуск орбітальної лабораторії «Скайлеб», яка замінила третій ступінь S-IVB-513, виставлений у Космічному центрі імені Джонсона. Спочатку ракета призначалася для скасованого польоту «Аполлон-18». |
| SA-514         | Не використовувалася              | Не використовувалася              | Не використовувалася              | Спочатку призначалася для скасованого польоту «Аполлон-18» або «Аполлон-19». Не літала. Пропонувалася для запуску міжнародної космічної станції «Скайлеб». Планувалося, що ця станція обслуговуватиметься в рамках програм «Аполлон» і «Союз», а пізніше — «Спейс Шаттл». Перший ступінь цієї ракети (S-IC-14) експонується в Космічному центрі імені Джонсона, другий і третій (S-II-14, S-IV-14) — у Космічному центрі імені Кеннеді. Проміжний ступінь S-II експонується в Науковому парку в Пуерто-Рико. |
| SA-515         | Не використовувалася              | Не використовувалася              | Не використовувалася              | Спочатку призначалася для скасованого польоту «Аполлон-20». Не літала. Пізніше висувалися пропозиції запустити за допомогою цієї ракети резервну станцію «Скайлеб» у період між січнем 1975-го і квітнем 1976 року, що дало б змогу подовжити місію «Союз — Аполлон» на 56—90 днів. До червня 2016 року перший ступінь ракети експонувався на складальному комплексі Мічуд, після чого його перевезли до Наукового центру INFINITY в штаті Міссісіпі. Другий ступінь (S-II-15) експонується в Космічному центрі імені Джонсона. Третій ступінь перетворений на резервну орбітальну майстерню «Скайлеб»; експонується в Національному музеї авіації і космонавтики США.                       |

## Технічні дані

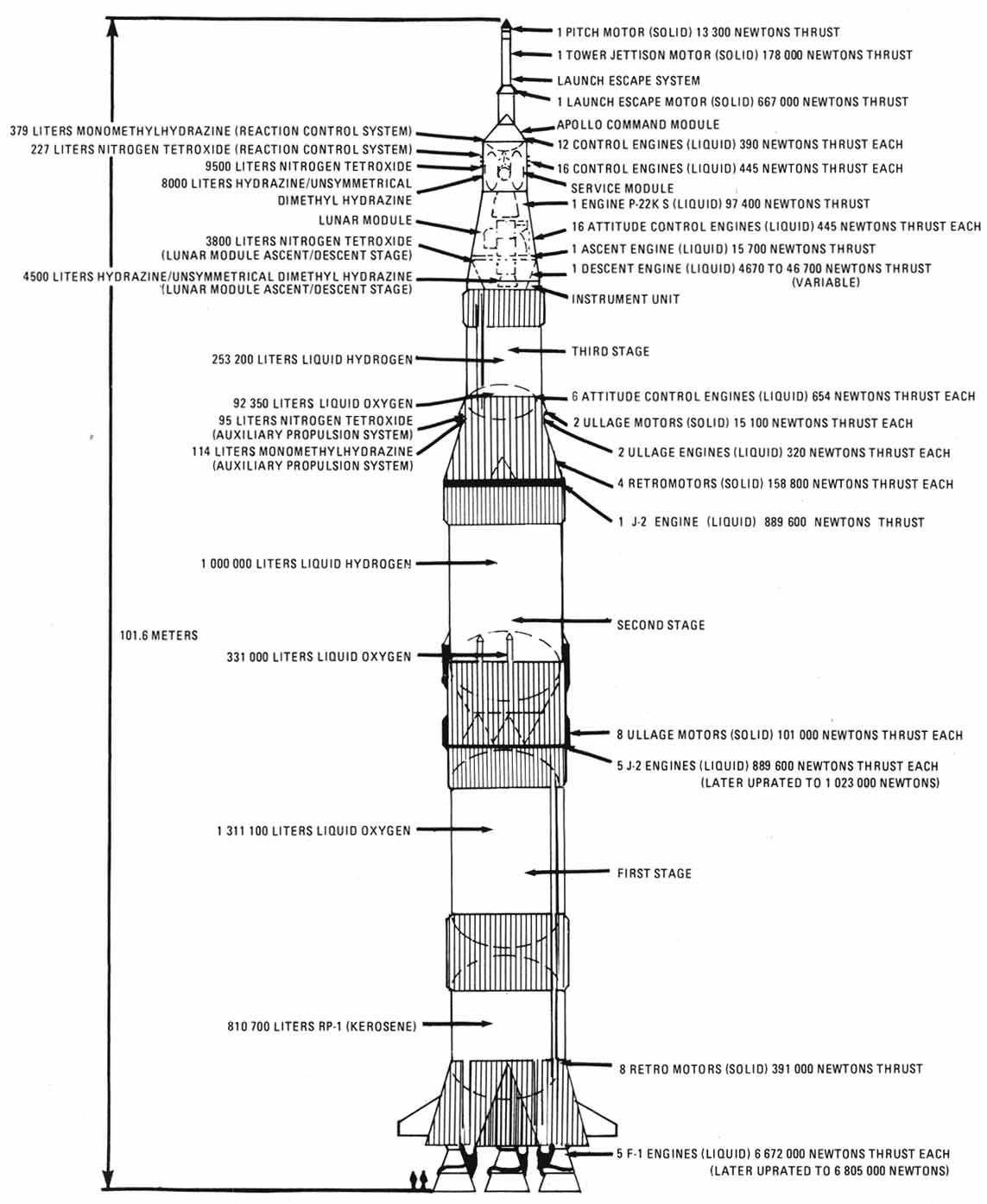

### Загальна характеристика
За розміром і вантажопідйомністю ракета-носій «Сатурн V» перевершувала всі попередні ракети, які успішно літали на той час. З космічним кораблем «Аполлон» на вершині вона сягала 111 м заввишки і, без урахування ребер, мала 10 м у діаметрі. Повністю заправлений «Сатурн V» важив 2 900 000 кг і був здатен вивести на низьку навколоземну орбіту (ННО) 118 000 кг, а доставити до Місяця — щонайменше 41 000 кг. У результаті подальших модернізацій вантажопідйомність ще збільшилася; під час останніх трьох місячних місій «Аполлон» доставляв на Місяць до 43 500 кг.
Маючи висоту 111 м, «Сатурн V» був на 18 м вищим за статую Свободи, якщо рахувати її висоту від землі до факела, і на 15 м вищим за вежу Єлизавети (її часто називають Біг-Бен, хоча насправді це назва її колокола) у Вестмінстерському палаці. Для порівняння, ракета-носій «Меркурій-Редстоун», яка запустила космічний корабель «Freedom 7» із першим американським астронавтом на борту, була приблизно на 3,4 м вища за ступінь S-IVB і забезпечувала меншу тягу на рівні моря (350 кН), ніж система аварійного виведення командного модуля «Аполлона» (667 кН) — хоча «Меркурій-Редстоун» могла підтримувати цю тягу набагато довше: 143,5 с проти 3,2 с.
Розробкою «Сатурна V» займався переважно Центр космічних польотів імені Маршалла в Гантсвіллі, штат Алабама, хоча численні основні системи, зокрема силові установки, розробляли субпідрядники. Ракета була обладнана ракетними двигунами F-1 і J-2 — настільки потужними, що під час їх випробувань у Космічному центрі імені Джона Стенніса в прилеглих будинках вибивало шибки.

### Конструкція ракети «СатурнV»
На початковому етапі розробники вирішили застосувати в «Сатурні V» якнайбільше технологій від «Сатурна I». Через це конструкція третього ступеня «Сатурна V» (S-IVB-500) базувалася на конструкції другого ступеня «Сатурна IB» (S-IVB-200). Приладовий блок, який керував «Сатурном V», мав такі ж характеристики, що й приладовий блок «Сатурна IB».
Ракета «Сатурн V» була зроблена переважно з алюмінію, а також із титану, поліуретану, корку та азбесту. Креслення та інші плани ракети доступні на мікроформі в Центрі космічних польотів ім. Маршалла. «Сатурн V» складався з трьох ступенів та приладового блока:
| Ступінь | Модифікація | Виробник                 | Двигун     | Паливо        | Окисник       | Суха маса, кг | Висота, м | Діаметр, м | Потужність, кН |
| ------- | ----------- | ------------------------ | ---------- | ------------- | ------------- | ------------- | --------- | ---------- | -------------- |
| Перший  | S-IC        | Boeing                   | F-1, 5 шт. | Гас (РП-1)    | Рідкий кисень | 137 000       | 42,07     | 10         | 34 500         |
| Другий  | S-II        | North American Aviation  | J-2, 5 шт. | Рідкий водень | Рідкий кисень | 36 000        | 24,87     | 10         | 4 900          |
| Третій  | S-IVB       | Douglas Aircraft Company | J-2, 1 шт. | Рідкий водень | Рідкий кисень | 10 000        | 17,86     | 6,6        | 1 000          |

Рідкий водень (LH2) має вищу питому енергоємність (кількість енергії на одиницю маси), ніж РП-1, завдяки чому він більш придатний для орбіт, для виходу на які потрібні великі запаси енергії, як-от виведення на траєкторію польоту до Місяця, яке передбачали місії програми «Аполлон». З іншого боку, паливо РП-1 має вищу густину енергії (енергія на одиницю об'єму) і дає більшу реактивну тягу, ніж рідкий водень, — а отже, воно більш придатне для зменшення аеродинамічного опору і гравітаційних втрат на початкових етапах польоту. Якби перший ступінь працював на рідкому водні, то об'єм, необхідний для виконання тієї ж роботи, був би більш ніж втричі більшим; з погляду тогочасного стану аеродинамічної техніки така конструкція була неможливою. На розгінних блоках використовувалися також невеликі твердопаливні допоміжні двигуни, які розділяли ступені й забезпечували правильне положення рідкого палива для його всмоктування в насоси.

#### Перший ступінь

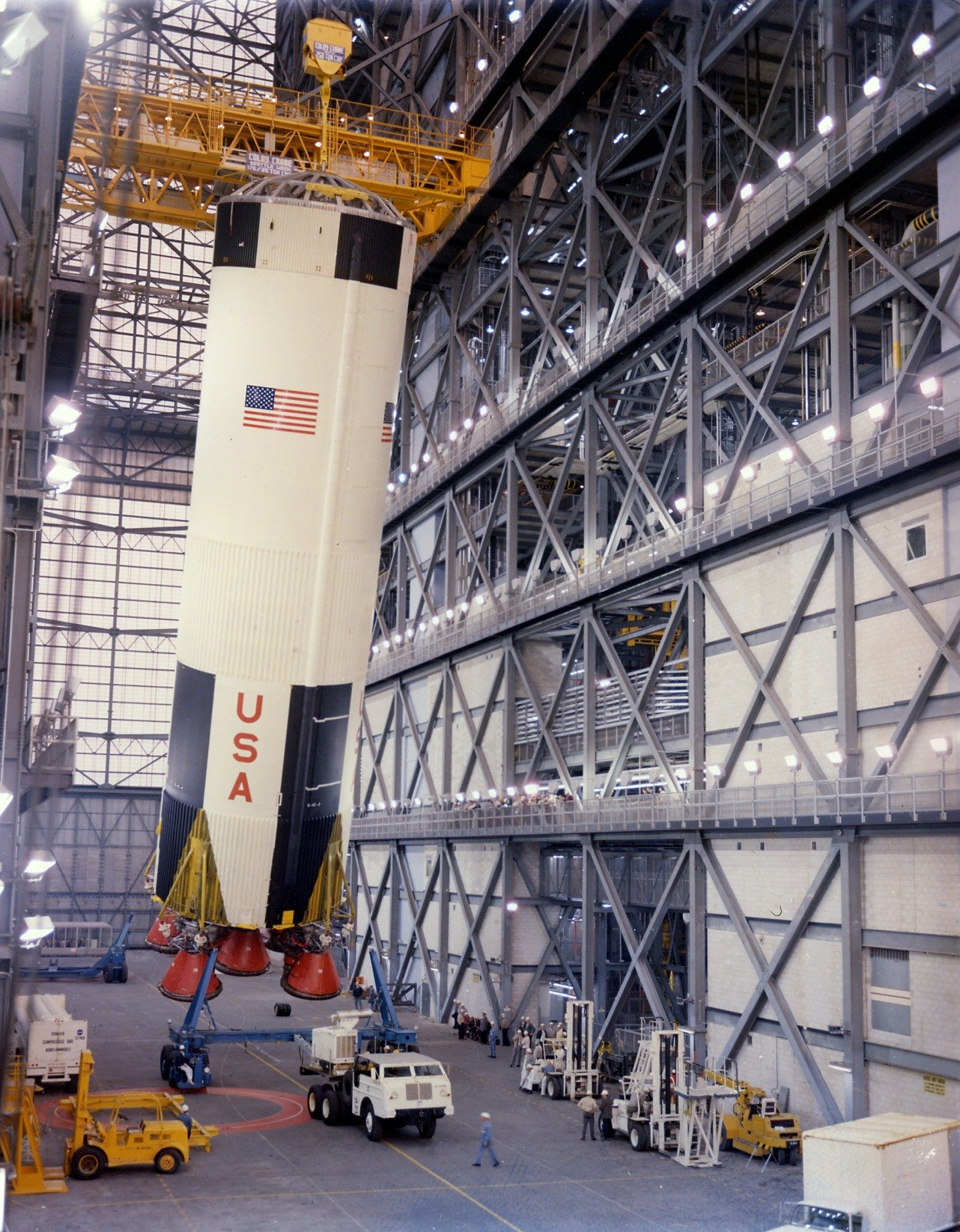
Перший ступінь, використаний у місії «Аполлон-8» монтується в Будівлі для збирання космічних кораблів (VAB). Обтічники та ребра двигуна ще не встановлені.

Перший ступінь ракети «Сатурн V», S-IC, будувала компанія Boeing на складальному заводі Мічуд у Новому Орлеані (пізніше компанія Lockheed Martin будувала на ньому зовнішні паливні баки для космічних кораблів «Спейс Шаттл»).
Більшу частину стартової маси першого ступеня становило паливо РП-1, роль окисника для якого виконував рідкий кисень. Ступінь був 42 м заввишки і 10 м у діаметрі. Він забезпечував 34 500 кН) тяги на рівні моря. Суха маса ступеня S-IC становила близько 137 000 кг, маса повністю заправленого — 2 214 000 кг. S-IC приводився в рух п'ятьма двигунами Rocketdyne F-1, чотири з яких розміщувалися по кутах квадрата, а п'ятий — у його центрі. Центральний двигун утримувався у фіксованому положенні, а чотири зовнішні двигуни за допомогою гідроприводів були здатні повертатися на карданних підвісах. У польоті центральний двигун вимикався приблизно на 26 с раніше, ніж зовнішні, щоб обмежити перевантаження. Перший ступінь працював протягом 168 с (запалювання відбувалося приблизно за 8,9 с до пуску), а в момент вимкнення двигунів ракета досягала висоти близько 67 км, віддалялася від місця пуску приблизно на 93 км і рухалася зі швидкістю близько 2300 м/с.
Висувалися пропозиції замінити двигуни першого ступеня «Сатурна V» на твердопаливний ракетний двигун AJ-260x. Цей спростило б конструкцію за рахунок відмови від п'ятидвигунної конфігурації, завдяки чому зменшилися б витрати на запуск. Однак цей двигун так і не запустили у виробництво.

#### Другий ступінь

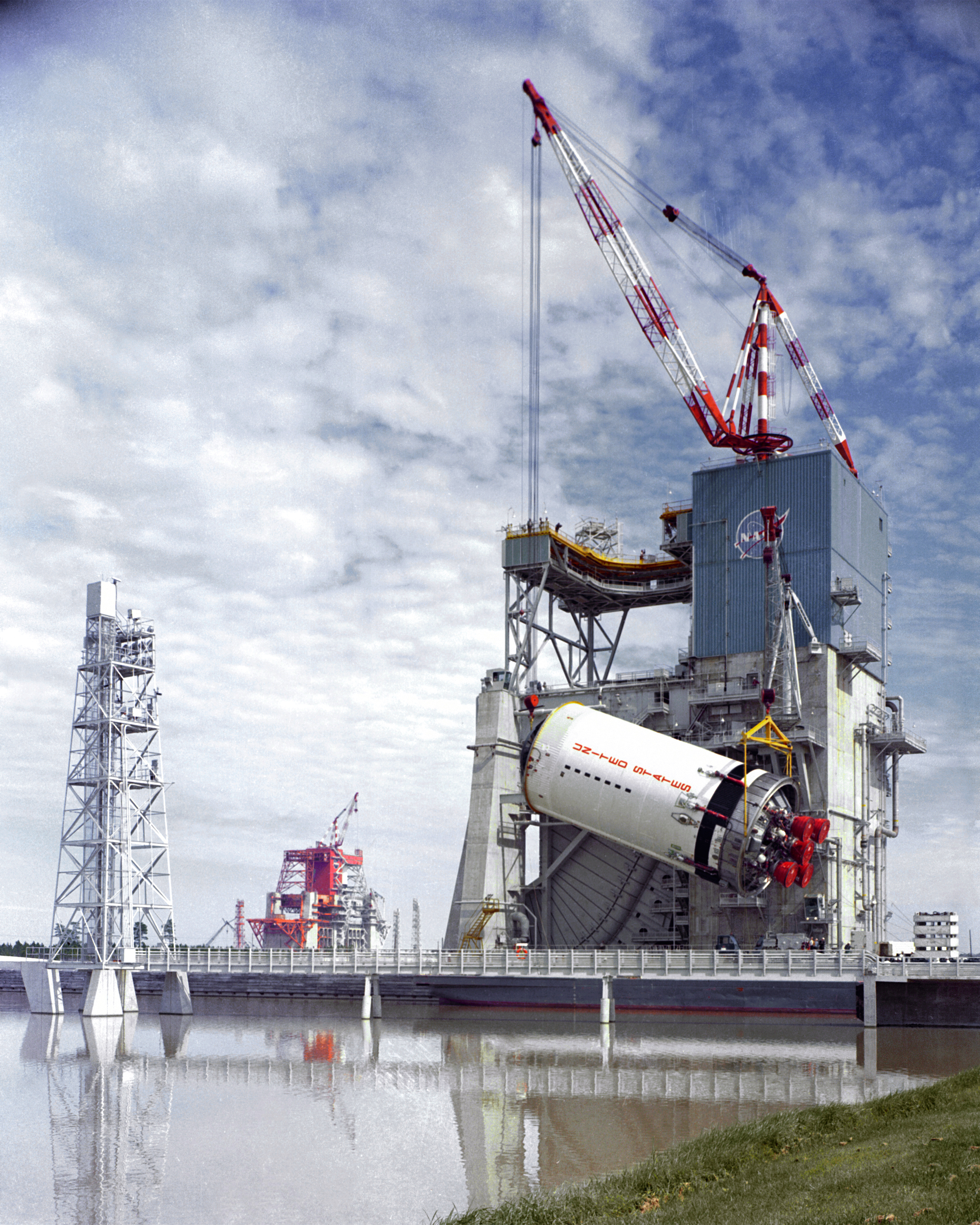
Ступінь S-II піднімають на випробувальний стенд A-2 на випробувальному полігоні в Міссісіпі.

Ступінь S-II виготовляла компанія North American Aviation у місті Сіл-Біч, Каліфорнія. Ступінь приводили в рух п'ять двигунів Rocketdyne J-2, які були розташовані за тією ж схемою, що й на ступені S-IC, і живилися сумішшю рідкого водню й рідкого кисню; крім того, він мав чотири зовнішніх двигуни для керування. Другий ступінь був заввишки 24,87 м; його діаметр був такий же, як у першого ступеня, — 10 м. Це був найбільший кріогенний ступінь на той час, і він залишався таким аж до початку програми «Спейс Шаттл» у 1981 році. Другий ступінь мав суху масу близько 36 000 кг; повністю заправлений паливом ступінь важив 480 000 кг. Він прискорював «Сатурн V» у верхніх шарах атмосфери з тягою 4900 кН у вакуумі, працював приблизно 6 хвилин і розганяв ракету-носій до швидкості 6,84 км/с, виводячи її на висоту 185 км.
90 відсотків маси заправленого ступеня становило паливо. Під час структурних випробувань виявилося, що його конструкція надто слабка, і через це сталися дві невдачі. Замість міжбакової вставки для розділення двох паливних баків, як це було зроблено в S-IC, у S-II використовувалася спільна перегородка, утворена з верхньої частини бака з рідким киснем і нижньої частини бака з рідким воднем. Вона складалася з двох алюмінієвих листів, розділених комірчастою структурою з фенольної смоли. Задачею цієї перегородки було ізолювати ці два баки, різниця температур яких становила 70 °C. Застосування спільної перегородки дало змогу зменшити масу другого ступеня на 3,6 т за рахунок усунення другої перегородки та зменшення загальної довжини ступеня. Другий ступінь, як і перший, транспортували від заводу-виробника до мису Кеннеді морем.

#### Третій ступінь, S-IVB

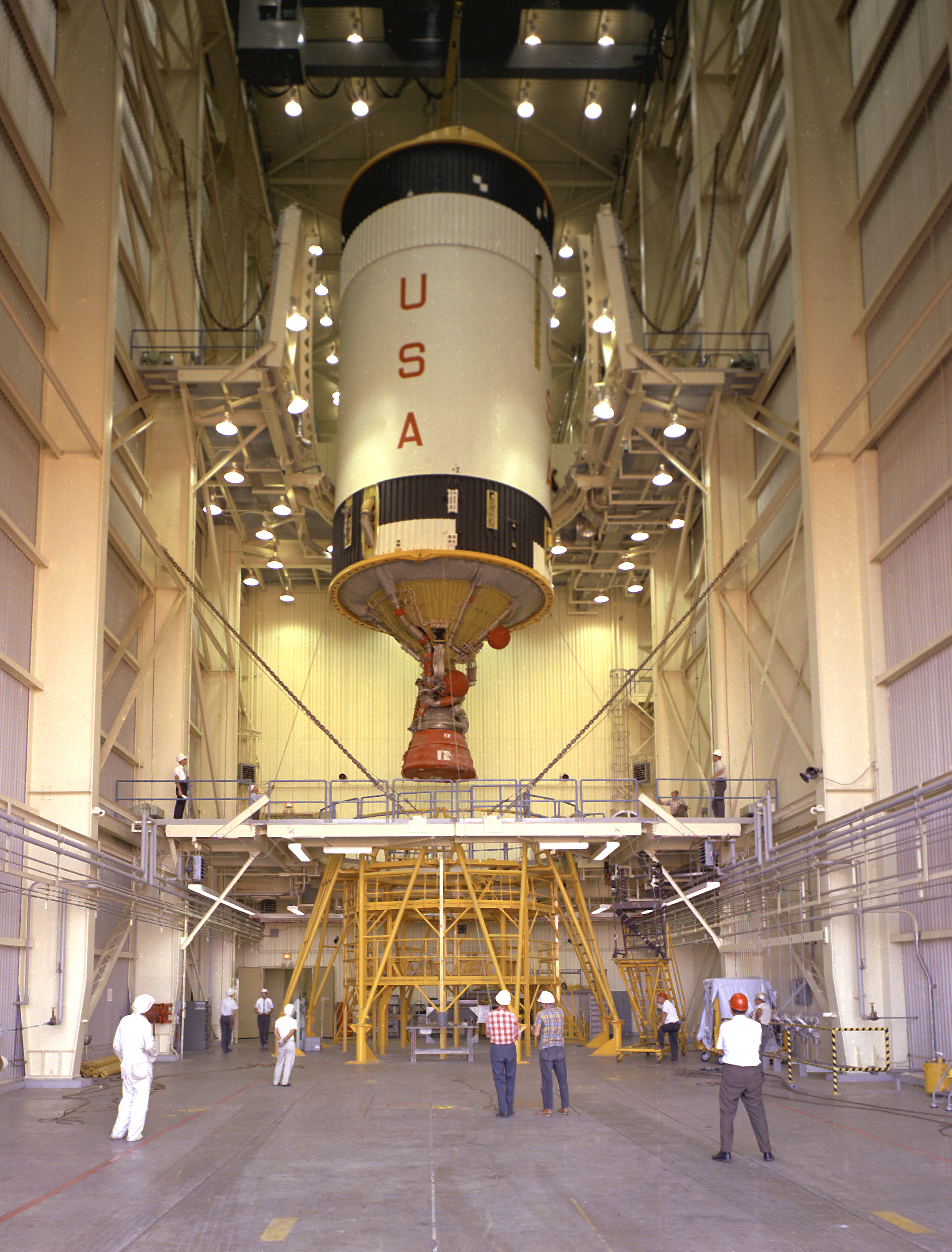
Ступінь S-IVB вивозять зі складального цеху НАСА.

Третій ступінь, S-IVB, виготовляла компанія Douglas Aircraft Company на заводі в Гантінгтон-Біч у Каліфорнії. Ступінь був обладнаний одним двигуном Rocketdyne J-2, який працював на тому ж паливі, що й другий ступінь S-II. Баки з рідким киснем і рідким воднем на ньому теж розділяла спільна перегородка. Ступінь мав висоту 17,86 м і діаметр 6,604 м. Він теж був спроєктований із намаганням максимально зменшити його масу, хоча і не так агресивно, як S-II. Ступінь мав суху масу близько 10 000 кг; повністю заправлений ступінь важив близько 119 000 кг. Ступінь розвивав тягу близько 1 МН.
S-IVB — єдиний ступінь ракети-носія «Сатурн V», який допускав перевезення вантажним літаком; ця задача покладалася на спеціально створений літак Aero Spacelines Pregnant Guppy.
Під час польотів до Місяця ступінь вмикали двічі: перший раз на 2,5 хвилини для довиведення «Аполлона» на навколоземну орбіту після першого і другого ступенів і вдруге — для виведення його на траєкторію до Місяця.

#### Приладовий блок

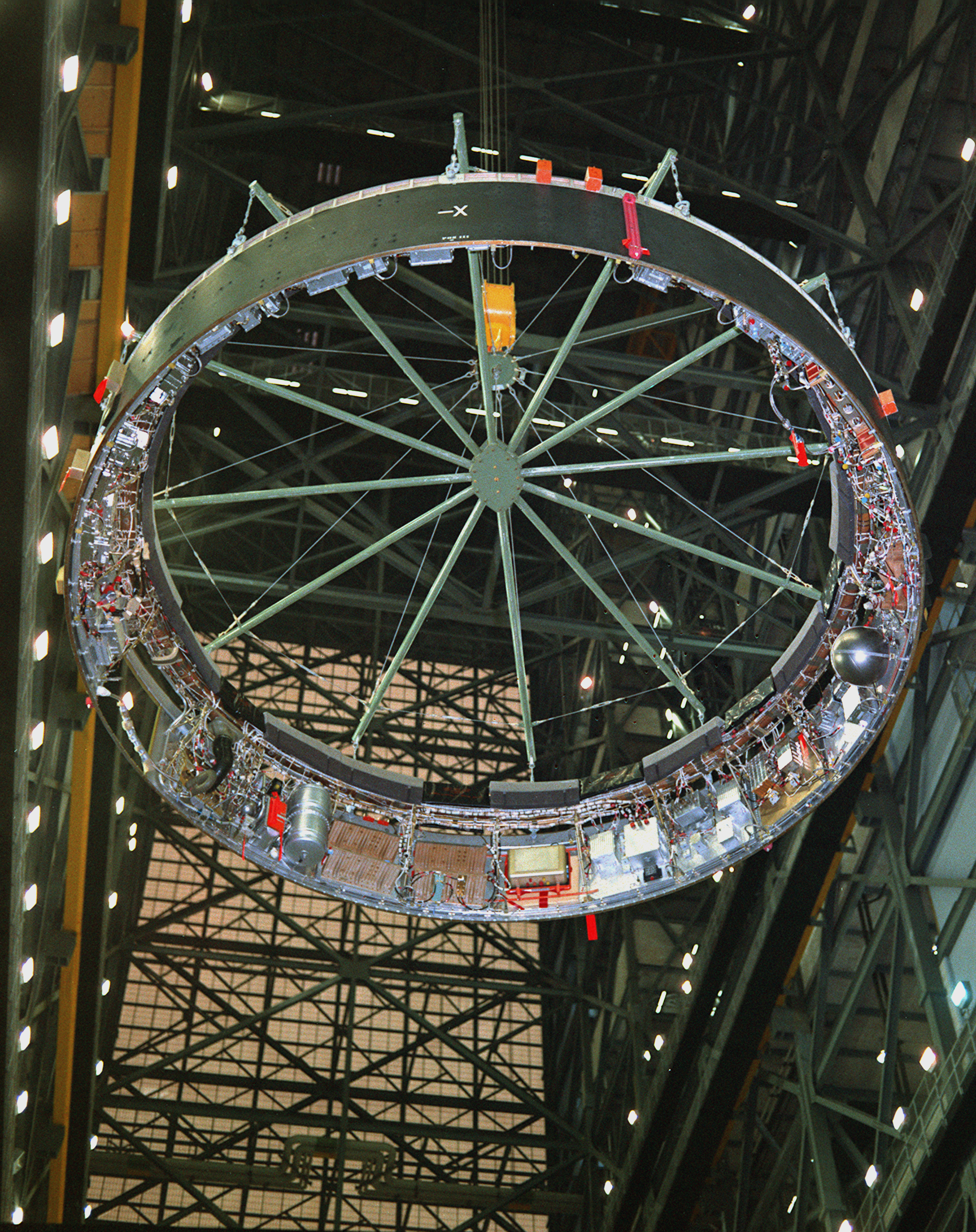
Приладовий блок ракети-носія «Сатурн V» місії «Аполлон-4».

Приладовий блок ракети-носія «Сатурн V» створила компанія IBM. Його побудували в Центрі космічних польотів імені Маршалла в Гантсвіллі, штат Алабама. Приладовий блок розташовувався на вершині третього ступеня ракети. Його комп'ютер керував роботою ракети від самого пуску і аж до моменту утилізації ступеня S-IVB. Блок містив системи наведення і телеметрії. Вимірюючи прискорення і висоту ракети, він розраховував її положення і швидкість і на підставі цього коригував усі відхилення від заданої траєкторії.

## Збирання
Після завершення будівництва та наземних випробувань кожний ступінь відправляли до Космічного центру імені Кеннеді. Перші два ступені були настільки масивними, що транспортувати їх можна було лише баржею.
Перші ступені S-IC, виготовляли в Новому Орлеані і транспортували вниз по Міссісіпі до Мексиканської затоки. Ступені транспортували внутрішнім прибережним водним шляхом, огинаючи півострів Флорида, до Будівлі для збирання космічних кораблів (VAB) (спочатку вона називалася Будівлею вертикального збирання). Майже тим самим маршрутом пізніше транспортували зовнішні паливні баки «Спейс Шаттл».
Другі ступені, S-II, виготовляли в Каліфорнії, а до Флориди їх доставили через Панамський канал.
Транспортуванням третіх ступенів і приладових блоків займалися аерокосмічні кораблі Pregnant Guppy («вагітна гупі») та Super Guppy («супергуппі»), але за потреби їх можна було перевозити водним шляхом.
Після доставки до Будівлі вертикального збирання кожен ступінь, перш ніж встановити його вертикально, перевіряли в горизонтальному положенні. Крім того, НАСА сконструювало великі котушкоподібні конструкції, які можна було використовувати замість тих ступенів, доставка яких затримувалася. Ці котушки мали таку ж висоту і масу і містили такі ж електричні з'єднання, як і справжні ступені.
Ракету «Сатурн V» збирали на Мобільній пусковій платформі (MLP), яка складалася з пускової башти (LUT) з дев'ятьма поворотними стрілами (зокрема стрілою для доступу екіпажу), крана «молоткового» типу та системи водяного придушення, яка активувалася під час пуску перед запалюванням двигуна ракети. Після завершення збирання весь блок переміщали з Будівлі для збирання ракет (VAB) на стартовий майданчик за допомогою гусеничного транспортера (CT). Його побудувала компанія Marion Power Shovel Company; пізніше за допомогою нього транспортували менші й легші кораблі «Спейс Шаттл», а також Space Launch System. Транспортер рухався, спираючись на чотири двоколійні гусениці, кожна з яких складалася з 57 «черевиків». Кожен «черевик» важив 910 кг. Цей транспортер також був необхідний для утримання ракети в горизонтальному положенні, поки вона долала 4,8 км до пускового майданчика, особливо на 3-відсотковому ухилі перед ним. Крім того, транспортер перевозив Мобільну споруду для обслуговування (MSS), яка надавала технічному персоналу доступ до ракети в останні вісім годин до пуску, поки її переміщували по Crawlerway — дорозі для транспортера між Будівлею для збирання ракет і стартовими майданчиками 39A і 39B.

## Вартість програми
З 1964 по 1973 рік на дослідження, розробку та польоти ракет «Сатурн V» було виділено 6,417 млрд дол. (40,9 млрд дол. станом на 2023 рік з урахуванням інфляції), максимальна сума була виділена у 1966 році — 1,2 мільярда доларів (еквівалентно 8,61 мільярда доларів у 2023 році). Того ж року НАСА отримало найбільший загальний бюджет у розмірі 4,5 млрд дол., який на той час становив близько 0,5 % валового внутрішнього продукту (ВВП) США.
Загалом на розробку й запуски ракет сімейства «Сатурн» США витратили 9,4 млрд дол. (96 млрд дол. у сучасних цінах), з них:
- на «Сатурн I» — 864 млн дол. (10 млрд дол. у сучасних цінах);
- на «Сатурн IB» — 1,1 млрд дол. (11 млрд дол. у сучасних цінах);
- на «Сатурн V» — 6,6 млрд (66 млрд дол. у сучасних цінах);
- на розробку двигунів — 880 млн дол. (9 млрд дол. у сучасних цінах).

Двома основними причинами скасування останніх трьох місій «Аполлон» були великі інвестиції в «Сатурн V» і постійне зростання витрат США на війну у В'єтнамі в грошах і ресурсах. У період з 1969 по 1971 рік вартість запуску місії «Сатурн V» у рамках програми «Аполлон» становила від 185 до 189 млн дол., з яких 110 млн дол. йшло на виготовлення корабля (1,18—1,2 млрд дол. станом на 2023 рік з урахуванням інфляції).

## Схема польоту до Місяця
За допомогою ракети «Сатурн V» здійснювалися всі польоти до Місяця в рамках програми «Аполлон». Зліт здійснювався зі стартового комплексу 39 Космічного центру імені Джона Кеннеді у Флориді. Як тільки ракета покидала стартову вежу, управління польотом переходило до Центру управління польотами в Космічному центрі імені Ліндона Джонсона в Х'юстоні, штат Техас. У середньому робота ракети протягом місії тривала лише 20 хвилин. На «Аполлоні-6» сталося три відмови двигунів, а на «Аполлоні-13» — одне відключення двигунів, але бортові комп'ютери змогли його компенсувати, подовживши роботу решти двигунів, що дало змогу вивести корабель на низьку опорну орбіту.

### Безпека на пусковому майданчику
У разі аварійної зупинки, яка передбачала знищення ракети, офіцер з безпеки на пусковому майданчику дистанційно вимикав її двигуни, а через кілька секунд надсилав команду для детонації кумулятивних вибухових зарядів, прикріплених до зовнішніх поверхонь ракети. Ці заряди утворювали в паливних баках і баках з окислювачами щілини, через які паливо розпорошувалося, мінімізуючи можливість його змішування. Пауза між цими двома командами давала екіпажу час покинути ракету через стартову аварійну вежу або, на пізніх етапах польоту, через рухому систему порятунку Службового модуля. Третя команда — «безпечно» — застосовувалася після того, як ступінь S-IVB досягала орбіти, незворотно деактивуючи систему самознищення. Поки ракета перебувала на стартовому майданчику, система утримувалася в неактивному стані.

### Дії під час пуску

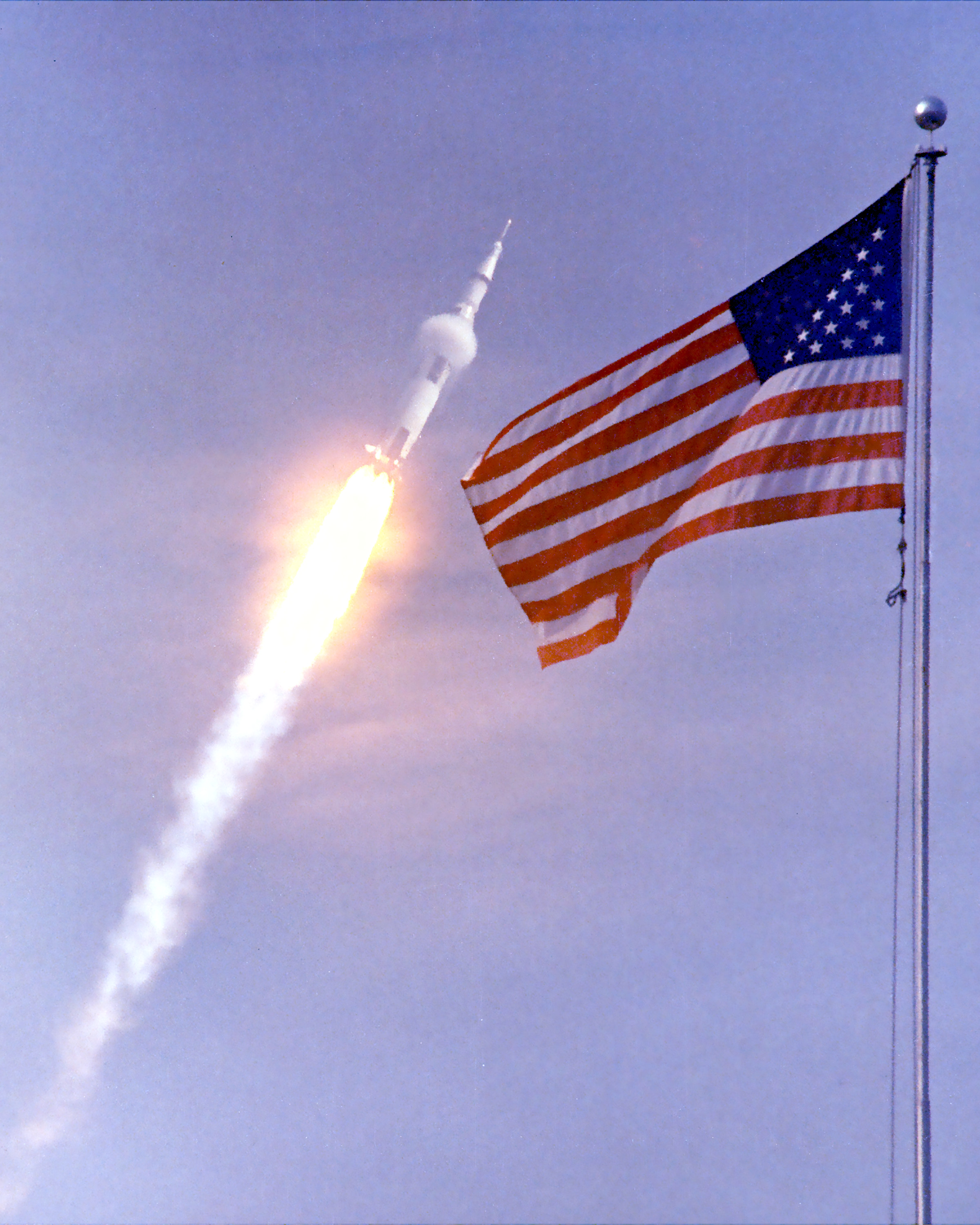
оточує ракету «Сатурн V» («Аполлон-11»), коли вона проходить крізь щільні нижні шари атмосфери.

Перший ступінь (S-IC) працював приблизно 2 хвилин 41 секунду, піднімаючи ракету на висоту 68 км, розганяючи її до швидкості 2756 м/с та спалюючи 2 100 000 кг палива.
За 8,9 секунди до пуску починалася процедура запуску першого ступеня. Першим запалювався центральний маршовий двигун, а потім з інтервалом 300 мілісекунд, щоб зменшити навантаження на конструкцію ракети, — протилежні маршові двигуни. Коли бортовий комп'ютер підтверджував наявність тяги, відбувалося «м'яке відпускання» у два етапи: спочатку ракету відпускали утримуючі важелі, а потім, коли вона починала рух угору, ще приблизно пів секунди її сповільнювали конічні металеві штирі, витягнуті через отвори.
Після відриву від стартового стола ракета вже не мала змоги безпечно опуститися на нього в разі відмови двигуна. Через цю її особливість астронавти вважали пуск одним із найнапруженіших моментів під час польоту на «Сатурні V», адже якби ракета не змогла б відірватися від землі, вони мали б мало шансів на виживання, якщо взяти до уваги, що вона повністю заправлена. Щоб підвищити безпеку, система виявлення аварійних ситуацій «Сатурна V» (EDS) гальмувала вимкнення двигуна протягом перших 30 секунд польоту.
Якби всі три ступені «Сатурна V» вибухнули одночасно прямо на стартовому майданчику, що малоймовірно, то загальна потужність вибуху становила б 543 тонни в тротиловому еквіваленті або 0,543 кілотонни (2 271 912 000 000 Дж), що дорівнює 0,222 кт для першого ступеня, 0,263 кт для другого і 0,068 кт для третього (див. статтю Приладовий блок ракети-носія «Сатурн V»). Усупереч поширеному міфу, вироблений при цьому шум не зміг би розплавити бетон.
Проліт ракети вздовж вежі тривав приблизно 12 секунд. За цей час вона відхилялася від вежі на 1,25°, трохи віддаляючись від неї, навіть в умовах несприятливого вітру; це відхилення, хоч воно й невелике, добре видно на фотографіях пуску, зроблених зі сходу або заходу. На висоті 130 м ракета розверталася на правильний азимут польоту, а потім поступово збільшувала нахил до моменту, який наставав через 38 секунд після запалювання другого ступеня. Цю програму поступового нахилення адаптували до переважаючих вітрів протягом місяця до пуску.
Чотири двигуни на карданних підвісах також нахилялися назовні, щоб у разі передчасної зупинки одного з двигунів тяга решти здійснювалася через центр маси ракети. «Сатурн V» досягав швидкості 120 м/с на висоті приблизно 1600 м. Значна частина початкового етапу польоту витрачалася на набір висоти, а необхідна горизонтальна швидкість досягалася пізніше. «Сатурн V» долав звуковий бар'єр трохи більше ніж за 1 хвилину польоту на висоті від 5,55 до 7,40 км. У цей момент навколо нижньої частини командного модуля і верхньої частини другого ступеня утворювалися ударні коміри (конденсаційні хмари).

### Дії під час максимального аеродинамічного навантаження

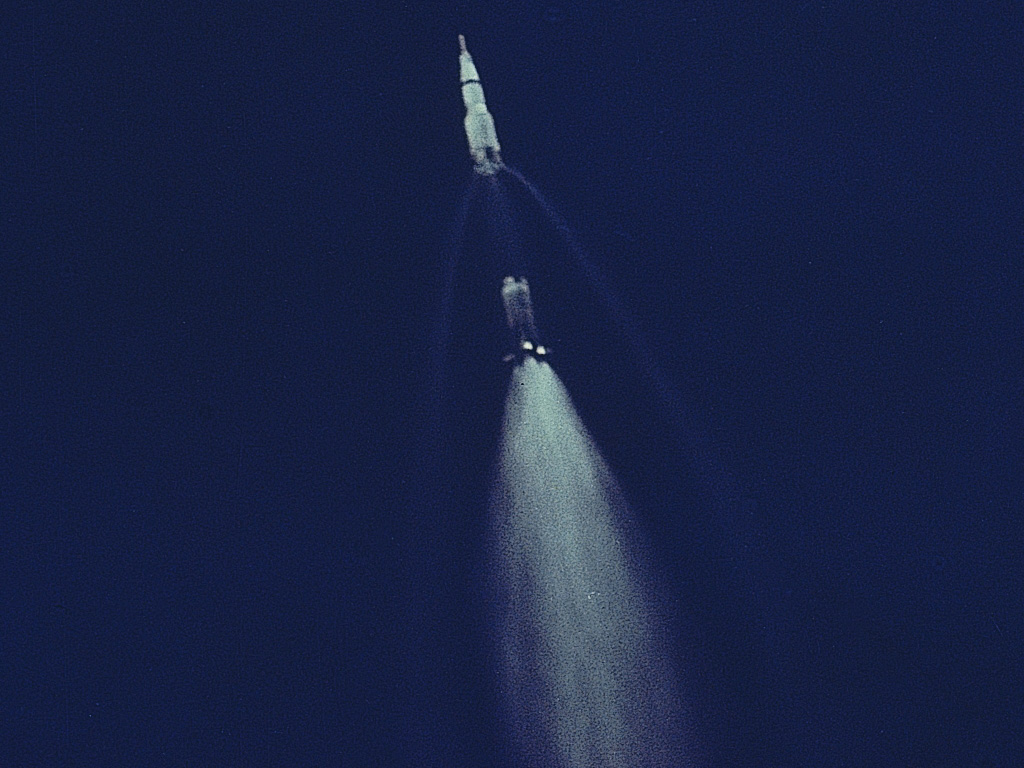
Розділення 1-го й 2-го ступенів «Аполлона-11».

Приблизно на 80-й секунді польоту ракета зазнавала максимального аеродинамічного опору — це так званий момент Max Q. Аеродинамічний тиск, який повітря чинить на ракету, залежить від густини повітря і квадрата відносної швидкості. Коли ракета злітає, її швидкість зростає, а густина повітря зменшується, і в певний момент опір повітря досягає максимуму, після чого швидко спадає.
Приблизно 3/4 усієї стартової маси «Сатурна V» становило паливо одного лише першого ступеня. Воно витрачалося зі швидкістю 13 000 кг на секунду. За Другим законом Ньютона, сила дорівнює масі, помноженій на прискорення, або, в еквівалентному формулюванні, прискорення дорівнює силі, поділеній на масу, тому зі зменшенням маси (і певним збільшенням сили) прискорення зростало. Враховуючи силу тяжіння, прискорення при старті становило лише 1,25 g. Оскільки ракета, витрачаючи паливо, швидко втрачала масу, загальне прискорення, якщо врахувати силу тяжіння, збільшувалося, і 135-й секунді польоту становило вже майже 4 g. У цей момент центральний двигун вимикали, щоб запобігти збільшенню прискорення понад 4 g.
Коли у всмоктувальних вузлах фіксувалося вичерпання окисника або палива, решта чотири двигуни вимикалися. Трохи менше, ніж за секунду після цього перший ступінь відділявся, даючи змогу відвести його за рахунок остаточної тяги двигунів F-1. На висоті приблизно 67 км за допомогою восьми невеликих твердопаливних роздільних двигунів виконувалося відділення вже не потрібного першого ступеня S-IC від решти ракети. Перший ступінь продовжував рух балістичною траєкторією до висоти приблизно 109 км, а потім падав в Атлантичний океан на відстані близько 560 км від стартового майданчика.
Для запуску «Скайлебу» процедуру вимкнення двигунів змінили, щоб уникнути пошкодження Apollo Telescope Mount (ATM) — сонячної обсерваторії, яка працювала у багатьох ділянках спектра. Замість того, щоб вимикати всі чотири двигуни одночасно, їх вимикали по два із затримкою, щоб додатково зменшити пікове прискорення.

### Дії на етапі роботи другого ступеня (S-II)
Після відділення першого ступеня другий ступінь працював протягом 6 хвилин, піднімаючи корабель на висоту 175 км і розганяючи його до 25 181 км/год, що близько до орбітальної швидкості.
У перших двох безпілотних запусках вісім твердопаливних маршових двигунів запалювалися на чотири секунди для прискорення ступеня другого ступеня, після чого відбувалося запалювання п'яти двигунів J-2. У перших семи пілотованих місіях «Аполлон» на другому ступені використовували лише чотири маршові двигуни, а на останніх чотирьох запусках їх було вилучено.
Приблизно через 30 секунд після відокремлення першого ступеня міжступеневе кільце від'єднувався від другого ступеня. Ця операція здійснювалася в інерційно фіксованому положенні — орієнтації навколо центру ваги — так, щоб міжступеневий блок, який перебував на відстані лише 1 м від двигунів J-2, відділявся акуратно, не зачіпаючи їх, адже якби він був прикріплений до першого ступеня, під час його відділення він теоретично міг пошкодити обидва двигуни J-2. Невдовзі після відділення міжступеневого блока скидалася також Система аварійного порятунку.
Приблизно через 38 секунд після запуску другого ступеня «Сатурн V» переходив із запрограмованої траєкторії на «замкнений цикл» або режим ітеративного наведення (Iterative Guidance Mode). Відтоді приладовий блок у реальному часі розраховував найефективнішу траєкторію руху до цільової орбіти. Якщо приладовий блок виходив з ладу, екіпаж міг перемкнути управління ракетою на комп'ютер командного модуля, взяти на себе ручне управління або перервати політ.
Приблизно за 90 секунд до вимкнення другого ступеня центральний двигун вимикався, щоб зменшити поздовжні коливання. Приблизно в цей час витрата рідкого кисню зменшувалася, через що змінювалося співвідношення кількостей палива й окисника; це робилося заради того, щоб наприкінці польоту другого ступеня в його баках залишилося якнайменше палива для зменшення маси. Ці операції здійснювалися при наперед визначеній величині дельта-v.
На етапі роботи другого ступеня в нижній частині кожного паливного бака працювали п'ять датчиків рівня, що давало змогу будь-яким двом із них запустити процедуру вимкнення двигуна другого ступеня і відділення, коли вони були відкриті. Через секунду після вимкнення двигуна другого ступеня той відокремлювався, а через кілька секунд запускався двигун третього ступеня. Водночас на другому ступені запускалися твердопаливні гальмівні ракети, встановлені на проміжному блоці, і відводили його від третього ступеня (S-IVB). Другий ступінь падав на Землю на відстані приблизно 4200 км від місця запуску.
Під час місії «Аполлон-13» бортовий двигун зазнав значних пого-коливань, що призвело до його автоматичного вимкнення раніше, ніж планувалося. Щоб розігнати ракету до потрібної швидкості, решта чотири двигуни працювали довше, ніж планувалося. Щоб уникнути цього, на пізніших місіях «Аполлона» було встановлено пригнічувач пого-коливань, хоча раннє п'ятий двигун продовжував вимикатися трохи раніше, щоб зменшити перевантаження.

### Дії на етапі роботи третього ступеня (S-IVB)

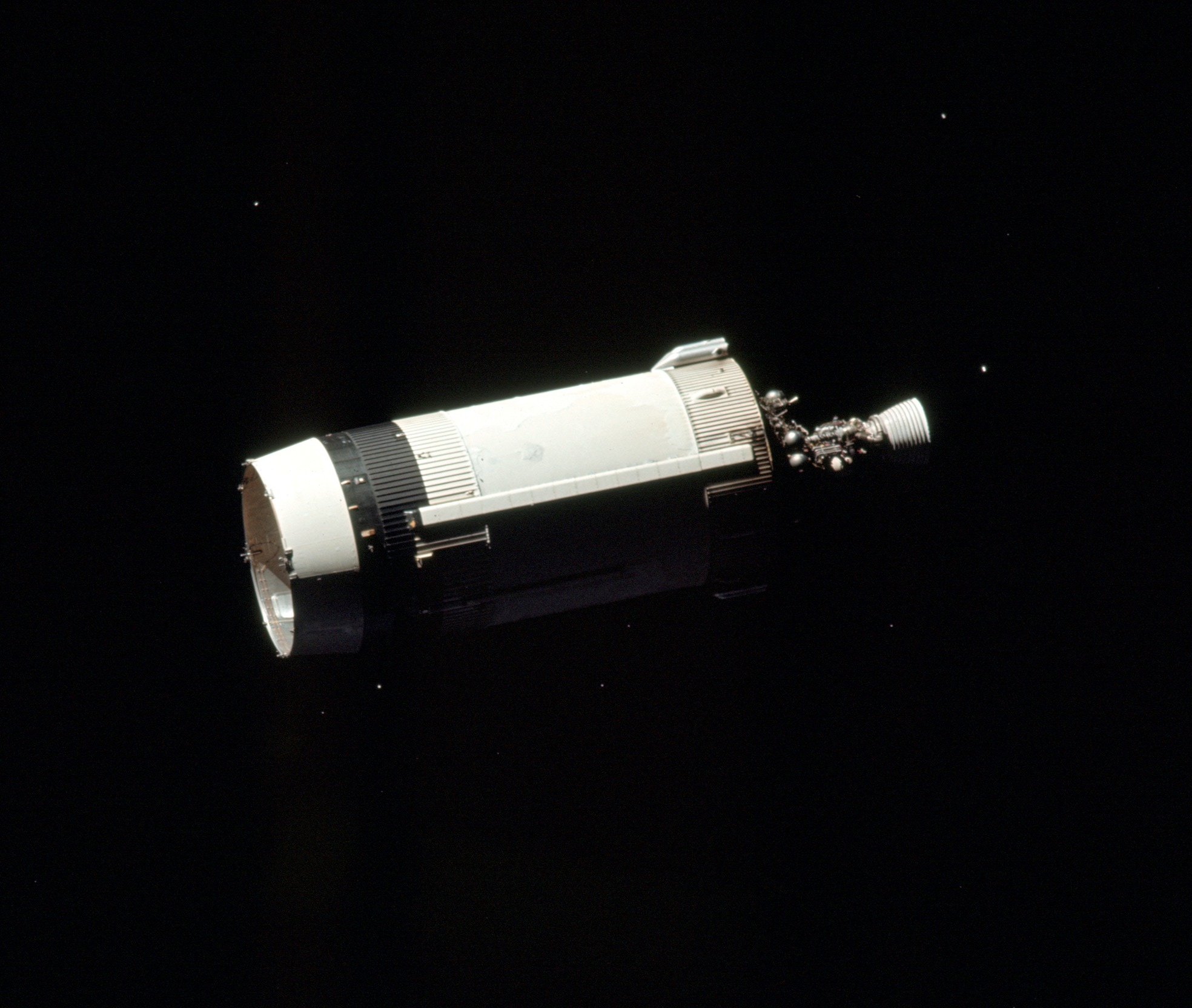
Третій ступінь ракети «Аполлон-17» невдовзі після перестановки й стикування з Місячним модулем.

Перший ступінь відділявся від другого у два етапи, другий від третього — в один етап. Міжступеневий блок, хоча сконструкційно він був частиною третього ступеня, залишився приєднаним до другого. Третій ступінь не витрачав багато палива для виведення на низьку навколоземну орбіту (ННО), оскільки більшу частину роботи виконав другий ступінь.
Під час польоту «Аполлона-11», типової місячної місії, третій ступінь пропрацював близько 2,5 хв до першого відключення через 11 хв 40 с. У цей момент корабель перебував на відстані 2648,35 км від місця старту на паркувальній орбіті на висоті 190 км і летів зі швидкістю 28 054 км/год. Третій ступінь залишався частиною космічного корабля під час його півторакратного обльоту Землі, поки астронавти й диспетчери місії готувалися до переходу на траєкторію польоту до Місяця (TLI).
У трьох останніх польотах «Аполлонів» тимчасова паркувальна орбіта була ще нижчою (приблизно 172 км), щоб збільшити вантажопідйомність за рахунок ефекту Оберта. Місія «Аполлон-9», яка передбачала вихід на навколоземну орбіту, вийшла на таку ж номінальну орбіту, що й «Аполлон-11», але за рахунок власних двигунів космічний апарат спромігся підняти перигей достатньо високо, щоб місія тривала 10 днів. «Скайлеб» виводили на зовсім іншу орбіту — з перигеєм 434 км, на якій він протримався протягом шести років, а також із більшим нахилом до екватора (50° проти 32,5° в «Аполлона»).

### Дії на етапі роботи Місячного модуля
«Аполлон-11» почав виходити на траєкторію польоту до Місяця через 2 години 44 хвилини після запуску. Третій ступінь працював майже шість хвилин, розігнавши космічний корабель до швидкості, близької до швидкості відриву від Землі, — 40 319 км/год. Це забезпечувало енергоефективний вихід на навколомісячну орбіту, а гравітація Місяця допомогла захопити космічний корабель із мінімальним споживанням палива Командно-службового модуля.
Приблизно через 40 хвилин після переходу на траєкторію польоту до Місяця Командно-службовий модуль (CSM) «Аполлона» відокремлювався від третього ступеня, розвертався на 180° і стикувався з Місячним модулем (LM), який під час запуску розташовувався по інший бік Командно-службового модуля. Ще через 50 хвилин Командно-службовий і Місячний модулі разом відділялися від уже непотрібного третього ступеня, виконуючи специфічний маневр — перестановка, стикування й витягання.
Якщо залишити третій ступінь на тій же траєкторії, що й космічний корабель, виникала небезпека їх зіткнення, тому з нього випускали залишки палива, а допоміжна рухова установка відводила його вбік. У місячних місіях до «Аполлона-13» третій ступінь скеровували в бік краю Місяця, заднього відносно його руху орбітою, і гравітація Місяця переводила третій ступінь на навколосонячну орбіту. Починаючи з «Аполлона-13», контролери скеровували третій ступінь безпосередньо на Місяць, що призводило до падіння. Сейсмометри, залишені на поверхні Місяця в рамках попередніх місій, фіксували ці удари, і ця інформація допомогла скласти карту внутрішньої будови Місяця.

### Запуск «Скайлеб»

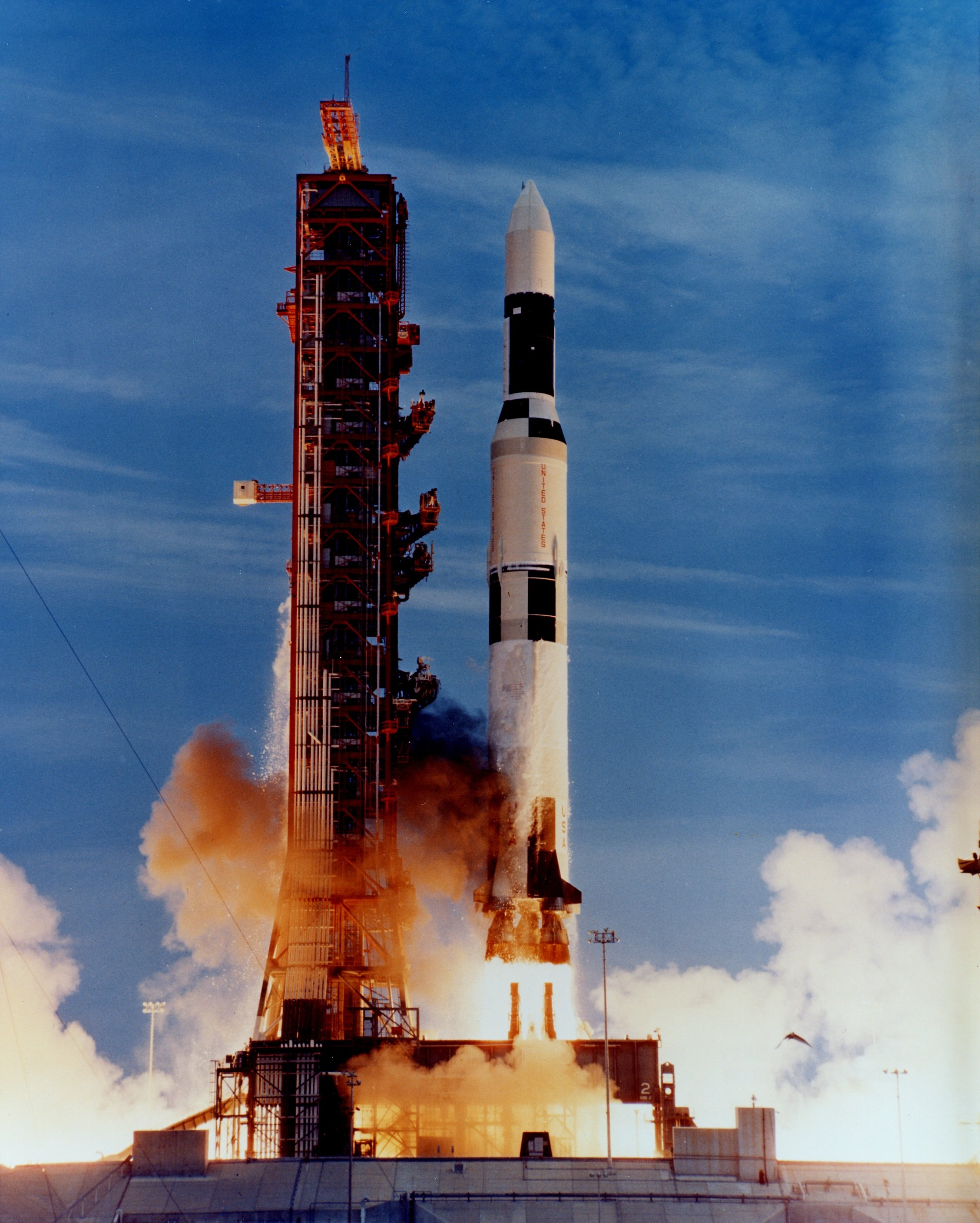
Останній запуск «Сатурна V», який виводить на низьку земну орбіту космічну станцію «Скайлеб».

У 1965 році була створена Apollo Applications Program (AAP), призначена для наукових місій, які давало змогу виконати вже наявне обладнання «Аполлона». Плани передбачали втілення ідеї космічної станції. У попередніх планах Вернера фон Брауна (1964) використовувалася концепція «мокрої майстерні», яка передбачала виведення на орбіту й облаштування відпрацьованого другого ступеня (S-II) «Сатурна V». Наступного року в рамках AAP досліджувалася можливість вивести на орбіту меншу станцію, перетворивши на неї другий ступінь ракети «Сатурн IB». У 1969 році скорочення фінансування програми «Аполлон» унеможливило закупівлю більшої кількості обладнання для «Аполлона» і змусило скасувати подальші польоти на Місяць — «Аполлон-19», «Аполлон-20», а потім і «Аполлон-18». Це вивільнило принаймні один «Сатурн V», що дало змогу замінити концепцію «мокрої майстерні» на концепцію «сухої майстерні»: станцію (пізніше вона отримала назву «Скайлеб») планувалося побудувати на землі з уже не потрібного другого ступеня «Сатурна IB» і запустити, поставивши її зверху на перші два робочі ступені «Сатурна V». Була побудована також резервна станція, побудована з третього ступеня «Сатурна V», яка зараз виставлена в Національному музеї авіації і космонавтики США.
Запуск «Скайлеб» був єдиним, не пов'язаним безпосередньо з програмою висадки на Місяць «Аполлон». Суттєві зміни в конфігурації «Сатурн V» порівняно з «Аполлоном» стосувалися лише модифікації другого ступеня, яка виконувала роль кінцевого ступеня для виведення «Скайлеб» на навколоземну орбіту, а також для випуску надлишкового палива після вимкнення двигуна, щоб відпрацьований ступінь не вибухнув на орбіті. Другий ступінь залишався на орбіті майже два роки і здійснив неконтрольоване падіння на Землю 11 січня 1975 року.
Космічна станція «Скайлеб» була запущена 14 травня 1973 року з допомогою двоступеневої модифікації ракети-носія «Сатурн V» — «Сатурн INT-21». З 25 травня 1973 року до 8 лютого 1974 року «Скайлеб» прийняв три екіпажі. «Скайлеб» залишався на орбіті до 11 липня 1979 року.

## Пропозиції щодо використання «СатурнаV» після завершення програми «Аполлон»

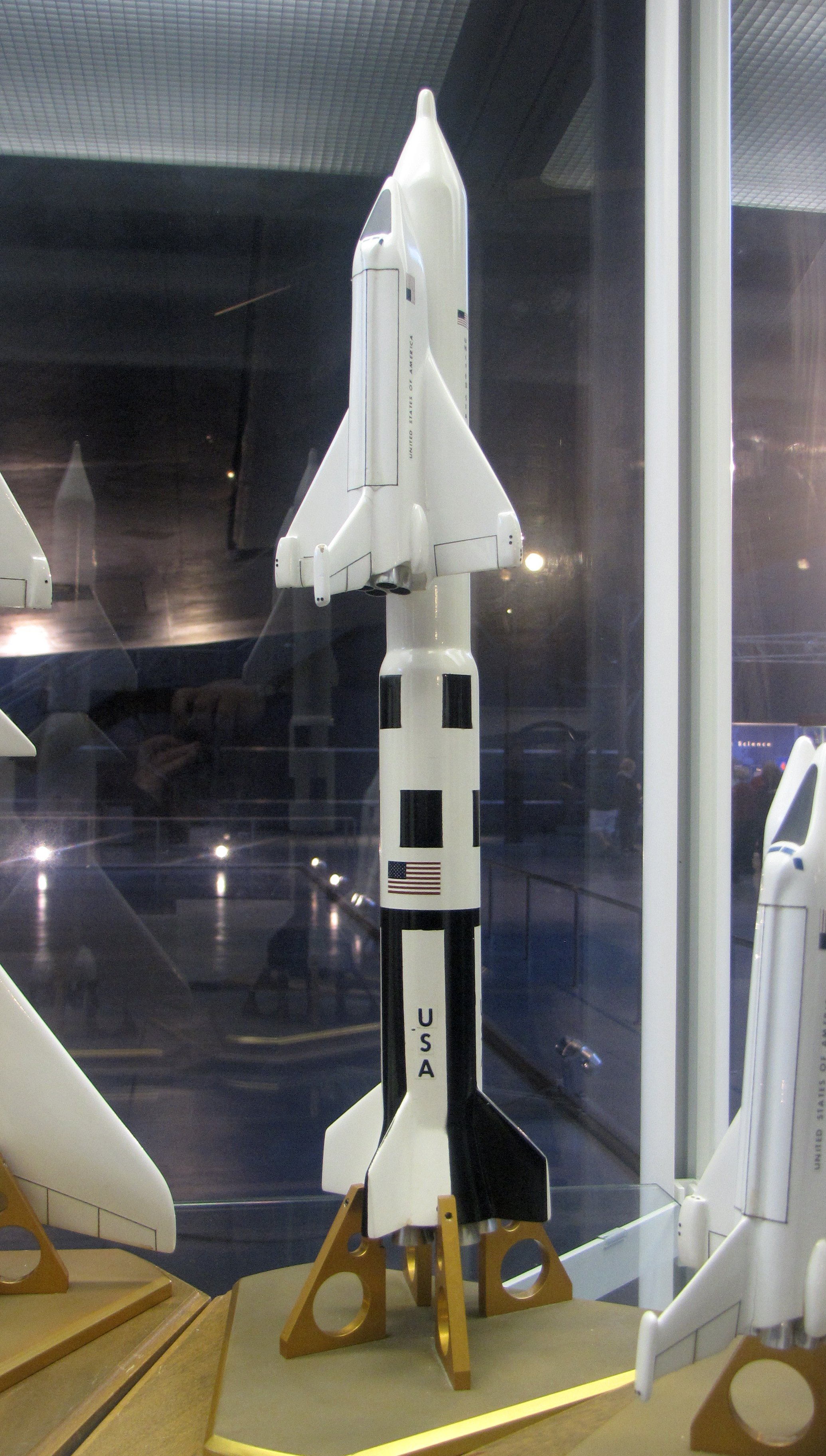
Концепція «Сатурн — Шаттл».

Після завершення програми «Аполлон» планувалося, що «Сатурн V» стане основною ракетою-носієм для запуску на Місяць космічного корабля «Проспектор», розробка якого планувалася, — 330-кілограмового роботизованого місяцехода, подібного до радянських місяцеходів «Луноход», планованих марсіанських зондів «Вояджер» і збільшеної версії міжпланетних зондів «Вояджер». Крім того, «Сатурн V» мав стати ракетою-носієм для програми випробувань ядерного ракетного ступеня RIFT і деяких версій майбутнього проєкту NERVA. Усі ці проєкти були скасовані; основним фактором скасування була вартість. Через кілька десятиліть директор НАСА в Ленглі Едгар Кортрайт заявив:
Лабораторії реактивного руху ніколи не подобалися великі ракети. Вони завжди ним опиралися. Я, напевно, був головним прихильником «Сатурна V», і я програв. І, напевно, це дуже мудро, що я програв.
На перших ступенях ракет «Сатурн V» другої виробничої серії, яка була скасована, найімовірніше, використовувався б двигун F-1A, що забезпечило б суттєве підвищення ефективності. Серед інших ймовірних змін — видалення ребер (корисність яких, як виявилося, мала, а вага досить велика), подовшений перший ступінь S-IC, здатний витримувати навантаження від потужніших двигунів F-1A, а також модернізовані двигуни J-2 або M-1 для верхніх ступенів.
На основі «Сатурна V» було запропоновано низку альтернативних ракет-носіїв, починаючи від «Сатурна INT-20» зі ступенем S-IVB і міжступеневим блоком, установленим безпосередньо на ступені S-IC, і закінчуючи «Сатурном V-23(L)», який мав не лише п'ять двигунів F-1 на першому ступені, а й чотири розгінні блоки з двома двигунами F-1 на кожному, що давало загалом тринадцять двигунів F-1, які працювали під час запуску.
Ці плани зруйнувала відсутність другої черги виробництва ракет «Сатурн V», через що Сполучені Штати залишилися без надважкої ракети-носія. Такий розвиток подій розчарував чимало людей в американському космічному співтоваристві, адже продовження виробництва уможливило б виведення на орбіту Міжнародної космічної станції лише кількома запусками — використовуючи конфігурацію «Скайлеб» або «Мир» з американськими й російськими стикувальними портами. Крім того, проєкт «Сатурн — Шаттл», у рамках якого планувалися запуски шатлів за допомогою ракет «Сатурн V», міг би відмовитися від твердопаливних ракетних прискорювачів «Спейс Шаттл», через проблеми з якими в 1986 році сталася катастрофа шатла «Челленджера».

## Пропоновані наступні проєкти

### Після завершення програми «Аполлон»

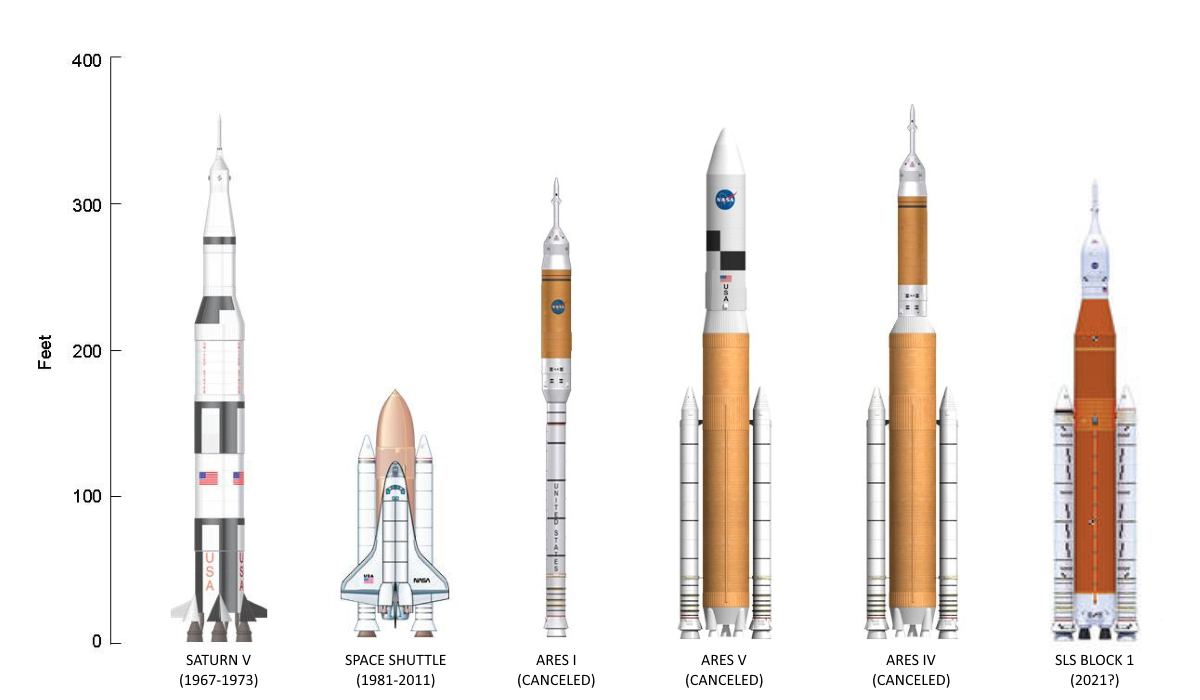
Порівняння: «Сатурн V», «Спейс Шаттл», «Арес I», «Арес V», «Арес IV» та SLS Block 1.

У пропозиціях, які висувалися з кінця 1950-х до початку 1980-х років, ракету, яку планувалося розробляти після «Сатурна V» і яка перевищувала б його за розмірами, як правило, називали «Нова». Таку назву запропонована ракета мала у понад 30 різних пропозицій. Утім, жодна з них не була реалізована.
Вернер фон Браун та інші також мали плани щодо ракети, яка мала б вісім двигунів F-1 на першому ступені, як «Сатурн C-8», що дало б змогу здійснити прямий політ на Місяць. Інші плани щодо «Сатурна V» передбачали використання розгінного блока «Центавр» як верхнього ступеня або додавання прикріплюваних прискорювачів. Ці вдосконалення дали б змогу запустити великі роботизовані космічні кораблі до зовнішніх планет або відправити астронавтів на Марс. Серед інших похідних моделей «Сатурн V», використання яких аналізувалося, була серія «модифікованих ракет-носіїв» («Сатурн MLV»), які майже подвоїли б вантажопідйомність стандартного «Сатурна V» і були призначені для використання в запропонованій місії на Марс до 1980 року.
У 1968 році компанія Boeing аналізувала можливість використання іншого похідного варіанта «Сатурн V» — «Сатурн C-5N», третій ступінь якого мав бути обладнаний ядерним тепловим ракетним двигуном. «Сатурн C-5N» міг би нести значно більше корисне навантаження і був би придатний для міжпланетних космічних польотів. Робота над ядерними двигунами, як і над усіма ракетами-носіями сімейства «Сатурн V», була припинена в 1973 році.
Однією із запропонованих ракет-носіїв на базі «Сатурна V» був Comet HLLV — величезна надважка ракета для програми «Перша місячна база». Її проєктували в 1992—1993 роках у рамках Ініціативи з дослідження космосу. Вона більш ніж удвічі перевищувала за вантажопідйомністю «Сатурн V» і повністю базувався на вже наявних технологіях. Усі двигуни Comet HLLV були модернізованими версіями двигунів, розроблених у рамках програми «Аполлон», а паливні баки були подовжені. Основною метою розробки ракети-носія було забезпечення програми «Першої місячної бази» та майбутніх пілотованих місій на Марс. Її розробляти з орієнтацією на дешевизну й простоту експлуатації.

### Сімейство ракет-носіїв «Арес»
У 2006 році у рамках запропонованої програми «Сузір'я», НАСА оприлюднило плани створення двох ракет-носіїв на базі шатлів, «Арес I» і «Арес V», які мали використовувати деяке вже наявне обладнання та інфраструктуру космічних шатлів і ракет «Сатурн V». Ці ракети призначалися для виконання різних завдань: «Арес I» — для пілотованих польотів, а «Арес V» — для виведення на орбіту вантажів.
Оригінальна конструкція важкої ракети-носія «Арес V», яка отримала назву за тим же принципом, що й «Сатурн V», мала висоту 110 м і складалася з основного блока, створеного на базі зовнішнього паливного бака «Спейс Шаттла» діаметром 8,4 м. Вона мала бути оснащена п'ятьма двигунами RS-25 і двома п'ятисегментними твердопаливними ракетними прискорювачами «Спейс Шаттл» (SRB). У міру розвитку проєкту двигуни RS-25 замінили п'ятьма двигунами RS-68 — такими ж, як і на ракеті-носії «Дельта IV». Заміна RS-25 до RS-68 мала на меті зниження вартості, оскільки останні були дешевшими, простішими у виробництві та потужнішими за RS-25, хоча нижча ефективність RS-68 вимагала збільшення діаметра основного ступеня до 10 м, що дорівнювало діаметру ступенів S-IC та S-II ракети «Сатурн V».
У 2008 році НАСА спроєктувало ще одну модифікацію ракети «Арес V», подовживши основний ступінь, додавши шостий двигун RS-68 і збільшивши твердопаливні ракетні прискорювачі до 5,5 сегментів кожен. Ця ракета мала б висоту 116 м і продукувала б під час зльоту загальну тягу приблизно 40 МН, що більше, ніж у «Сатурн V» і радянської «Енергії», але менше, ніж у радянської Н-1. За розрахунками, «Арес V» мала б виводити на орбіту приблизно 180 т корисного навантаження, перевершуючи за вантажопідйомністю «Сатурн V». На верхньому ступені, який отримав назву Earth Departure Stage, мала працювати вдосконалена версія двигуна J-2 — J-2X. «Арес V» мав виводити місячний посадковий апарат «Альтаїр» на низьку навколоземну орбіту. Пілотований космічний корабель «Оріон», виведений на орбіту ракетою «Арес I», мав стикуватися з «Альтаїром», після чого Earth Departure Stage мав виводити їх на траєкторію польоту до Місяця.

### Space Launch System
Після скасування програми «Сузір'я», а разом із нею й розробки ракет «Арес I» і «Арес V», НАСА оголосило про створення важкої ракети-носія SLS (Space Launch System) для дослідження космосу за межами низької навколоземної орбіти (ННО). Ракета SLS, подібно до «Арес V» у її оригінальній концепції, оснащена чотирма двигунами RS-25 і двома п'ятисегментними твердопаливними прискорювачами. У конфігурації Block 1 вона здатна вивести на ННО приблизно 95 т корисного навантаження. Для збільшення корисного навантаження в конфігурації Block 1B буде додано верхній ступінь Exploration Upper Stage, який працює на чотирьох двигунах RL10. Кінцевий варіант Block 2 буде обладнаний вдосконаленими ракетними прискорювачами, які збільшать корисне навантаження на ННО щонайменше до 130 т.
Одна з пропозицій щодо вдосконалених ракет-носіїв передбачала використання двигуна F-1B, похідного від двигуна F-1 ракети «Сатурн V», та збільшення корисного навантаження SLS, яка вона була б здатна підняти на ННО, приблизно до 150 т. Версія F-1B повинна була мати кращий питомий імпульс, спрощену камеру згоряння, зменшену кількість деталей двигуна, бути дешевшим за F-1 і водночас розвиваючи тягу 8,0 МН на рівні моря, що перевищує приблизно 6,9 МН, яких досягали вдосконалені версії двигунів F-1 «Аполлона-15».

## Ракети «СатурнV», які експонуються

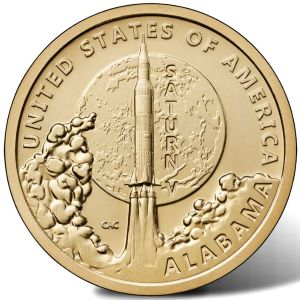
«Сатурн V», зображений на звороті однодоларової монети «Американська інновація» 2024 року, випущеної в штаті Алабама.

- В Американському ракетно-космічному центрі[en] в Гантсвіллі є два експонати:
  - Прототип ракети «Сатурн V» для динамічних випробувань[en] (SA-500D) виставлений горизонтально і складається зі ступенів S-IC-D, S-II-F/D та S-IVB-D. Усі ці ступені були випробувальними і не призначалися для польотів. Прототип експонувався на відкритому повітрі з 1969 по 2007 рік, був відреставрований і зараз експонується в Центрі космічних досліджень Девідсона.
  - У сусідній зоні розташований вертикальний макет (репліка), побудований у 1999 році[150].

- У Космічному центрі імені Ліндона Джонсона експонується один «Сатурн V», складений з першого ступеня SA-514, другого ступеня SA-515 і третього ступеня SA-513 (замінений для польоту орбітальної майстерні «Скайлеб»)[151]. Ступені прибули в 1977—1979 роках, і «Сатурн V» експонувався на відкритому повітрі до 2005 року; потім для його захисту було збудовано спеціальну споруду. Це єдиний «Сатурн V», який повністю складається зі ступенів, призначених для запуску[152].

- Один «Сатурн V» експонується в Комплексі для відвідувачів Космічного центру імені Кеннеді[en]. Він складається з випробувального ступеня S-IC-T та другої й третьої ступенів екземпляра SA-514, який мав летіти на Місяць у складі «Аполлона», але його політ був скасований[153]. Упродовж кількох десятиліть цей «Сатурн V» експонувався на відкритому повітрі, а в 1996 році його захистили від погодних явищ у Центрі «Аполлон/Сатурн V»[154][155].
- Ступінь S-IC ракети SA-515, який спочатку перебував на складальному заводі Michoud Assembly Facility в Новому Орлеані, нині експонується в INFINITY Science Center в Міссісіпі[156][157].
- Ступінь S-IVB з ракети SA-515 був переобладнаний для використання як резервного для «Скайлеб» і виставлений в Національному музеї авіації і космонавтики у Вашингтоні, округ Колумбія[158].

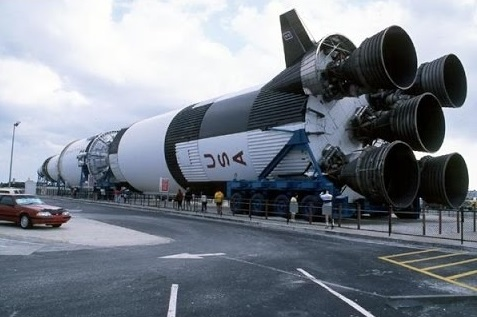
Експозиція повного макета ракети «Сатурн V». Тимчасова виставка в Космічному центрі ім. Кеннеді.
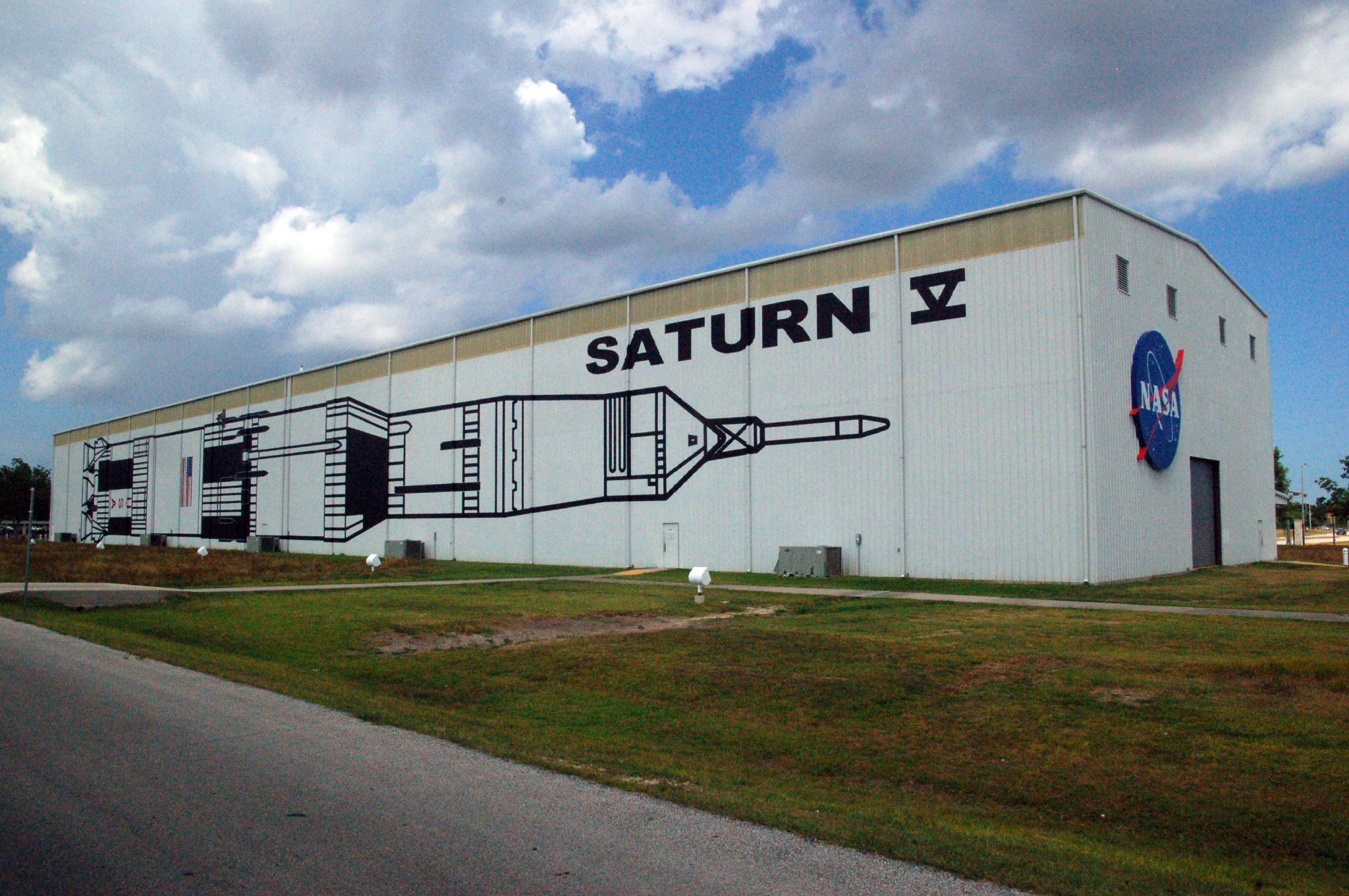
Експонат «Сатурн V», Космічний центр ім. Ліндона Джонсона.
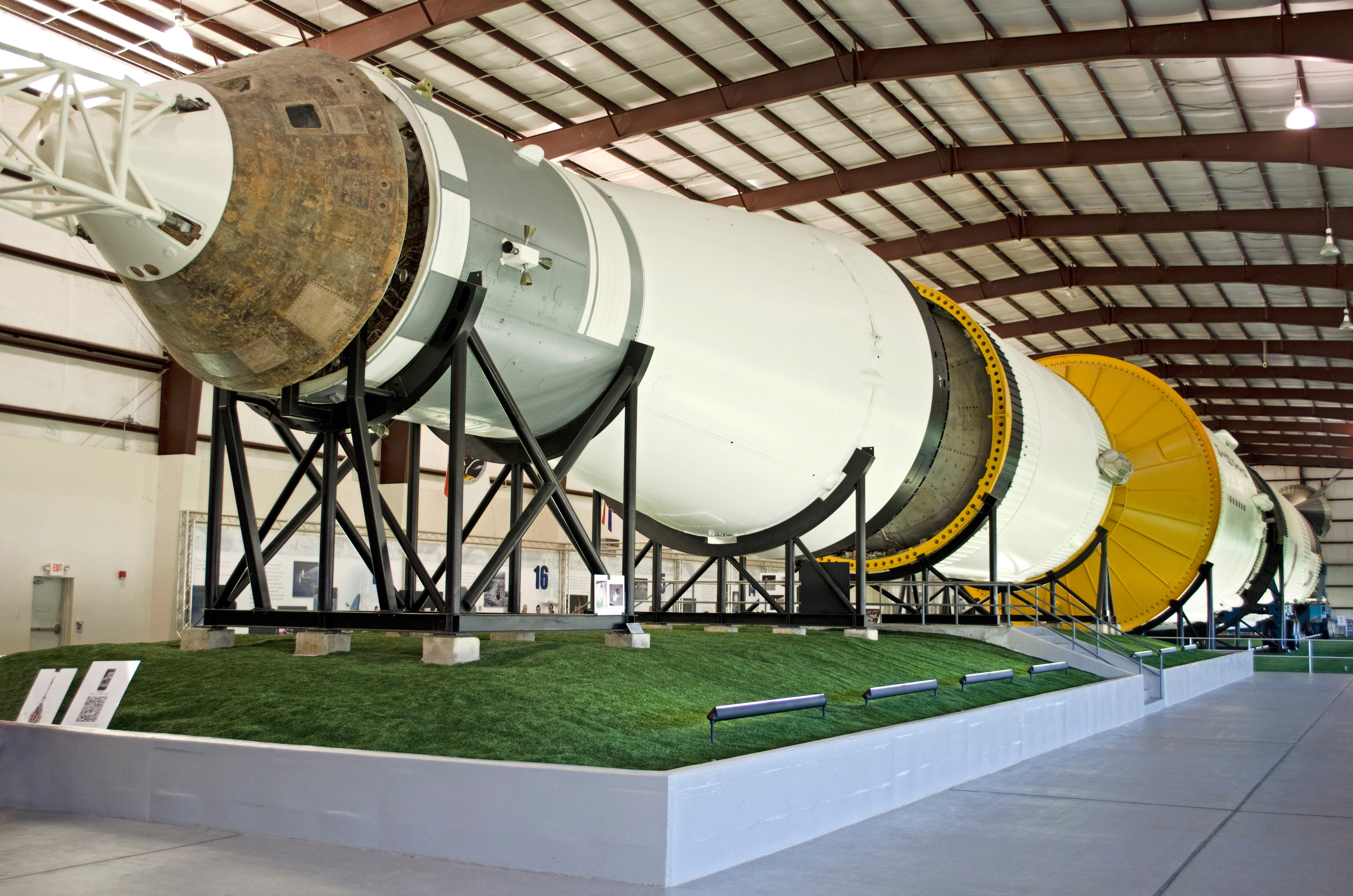
Перший ступінь ракети SA-514, другий — SA-515, третій — SA-513, Космічний центр ім. Ліндона Джонсона.
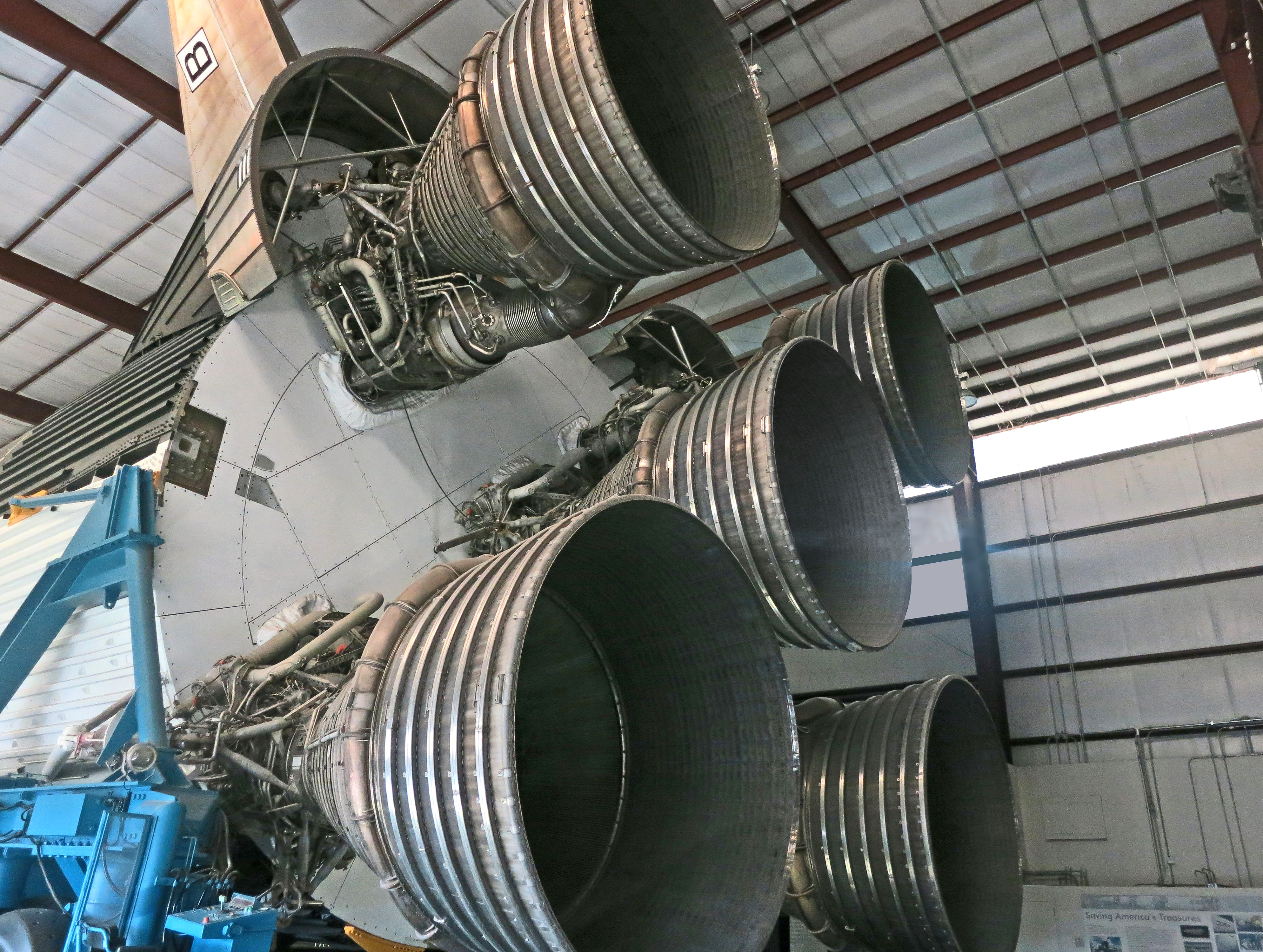
Перший ступінь ракети SA-514, Космічний центр ім. Ліндона Джонсона
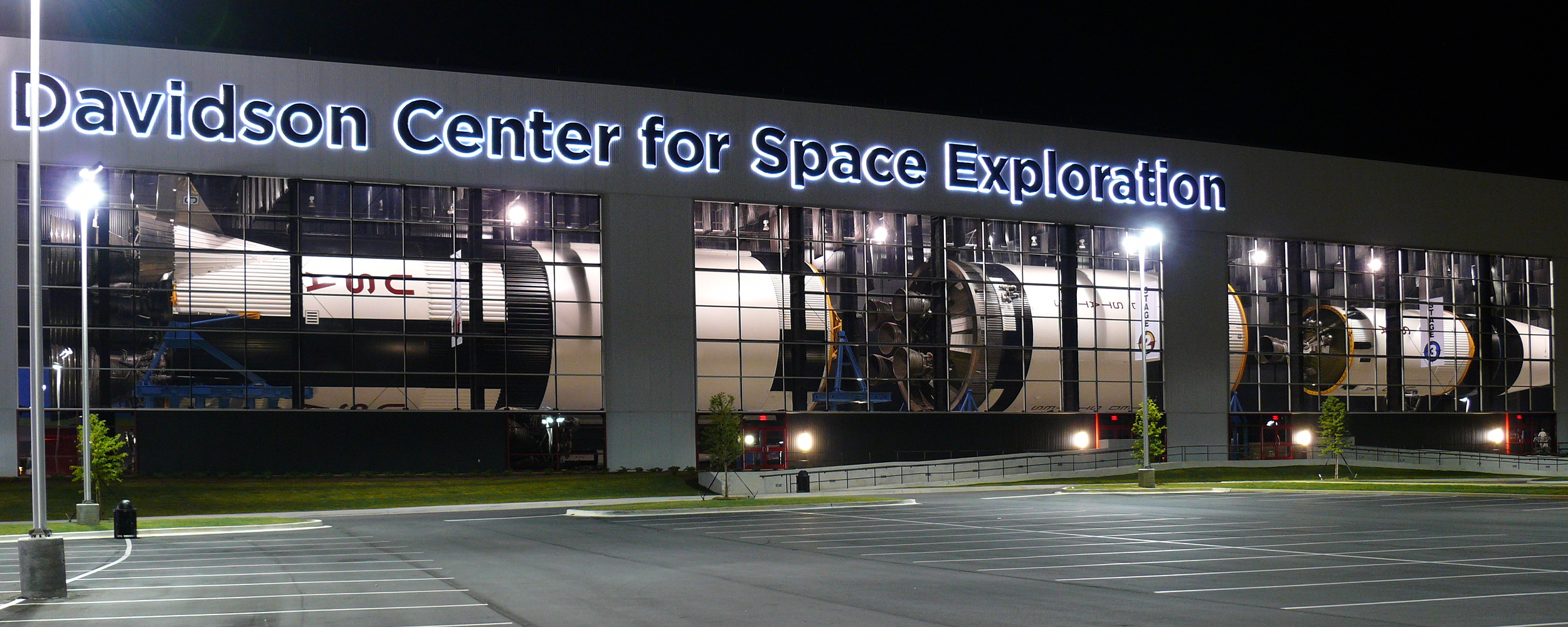
SA-500D[en] (S-IC-D, S-II-F/D та S-IVB-D), Ракетно-космічний центр США[en], Гантсвілл
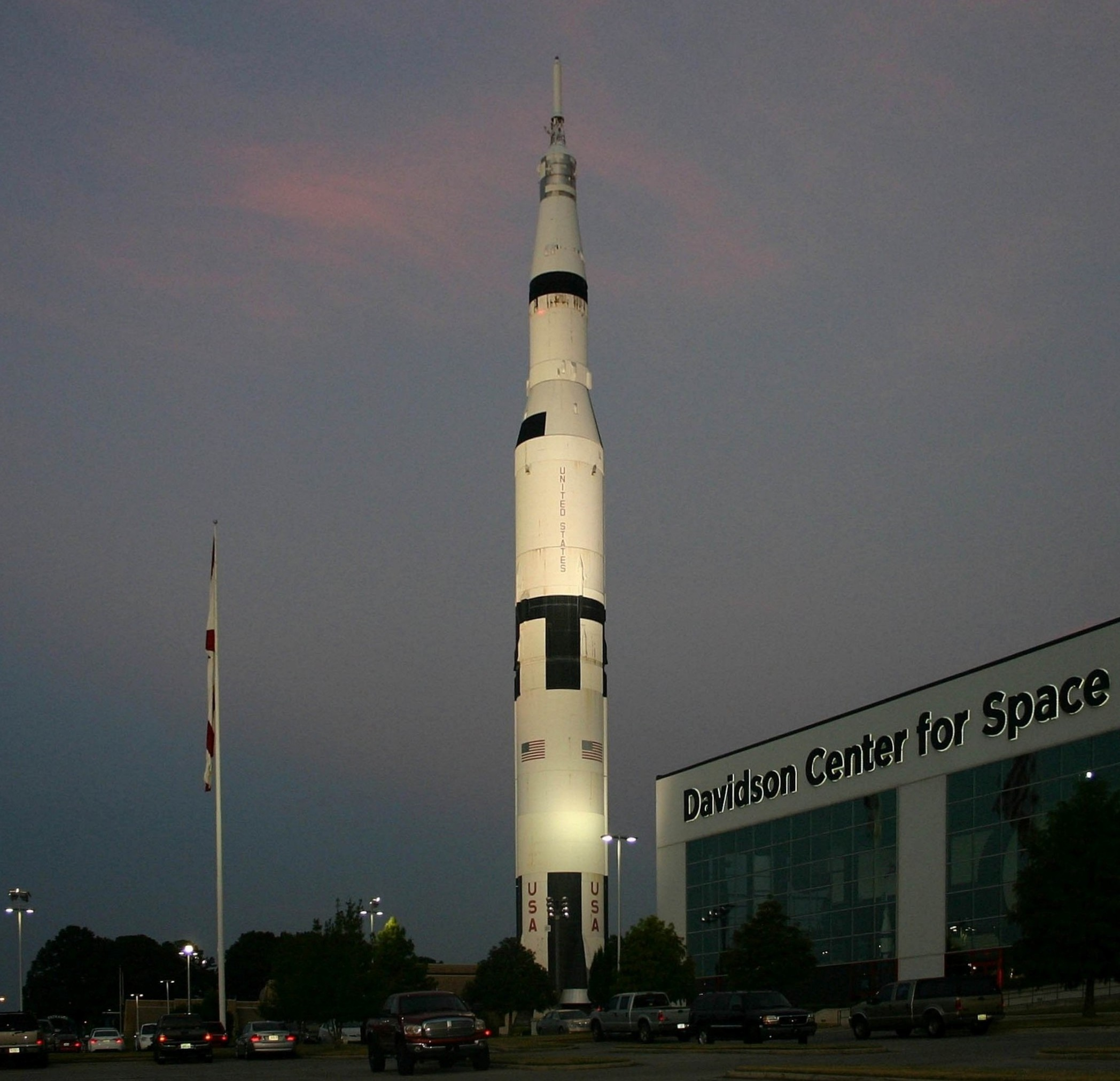
Макет ракети-носія «Сатурн V» у масштабі 1:1, Ракетно-космічний центр США[en], Гантсвілл
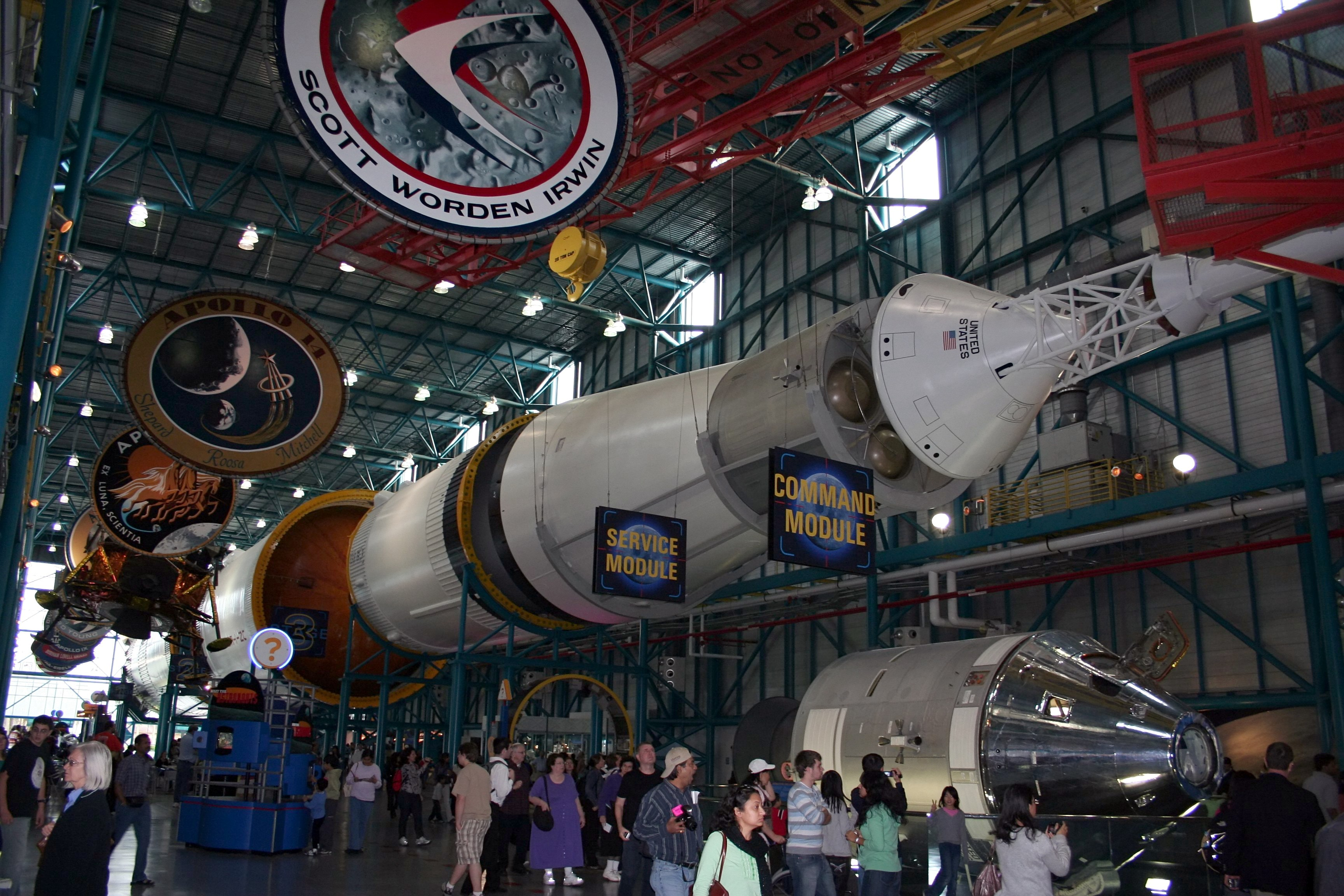
S-IC-T (тестовий ступінь) та 2-й і 3-й ступені ракети SA-514, Комплекс для відвідувачів Космічного центру імені Кеннеді[en]
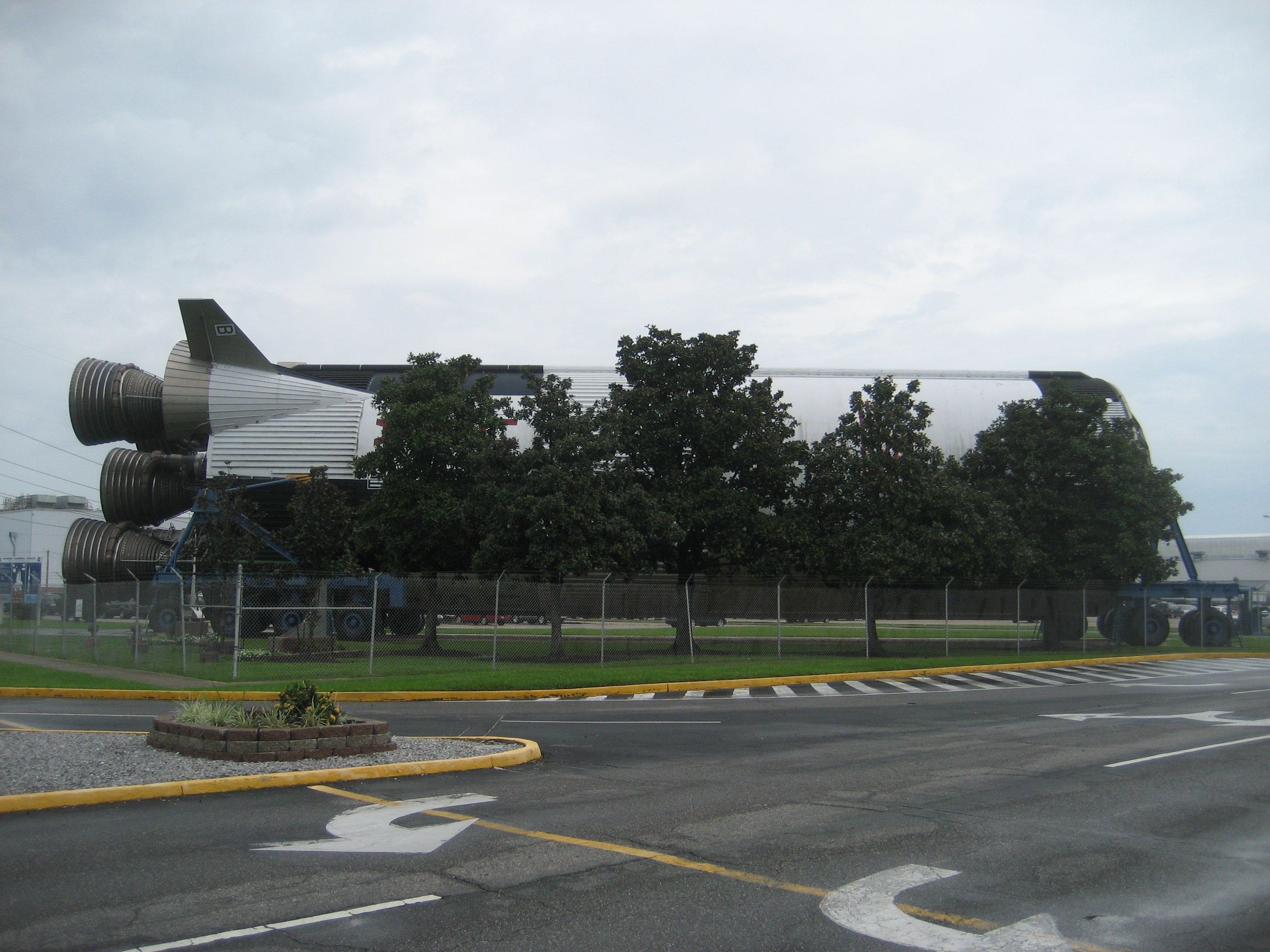
Ступінь S-IC ракети SA-515 на складальному заводі Michoud Assembly Facility, Новий Орлеан, 2009.
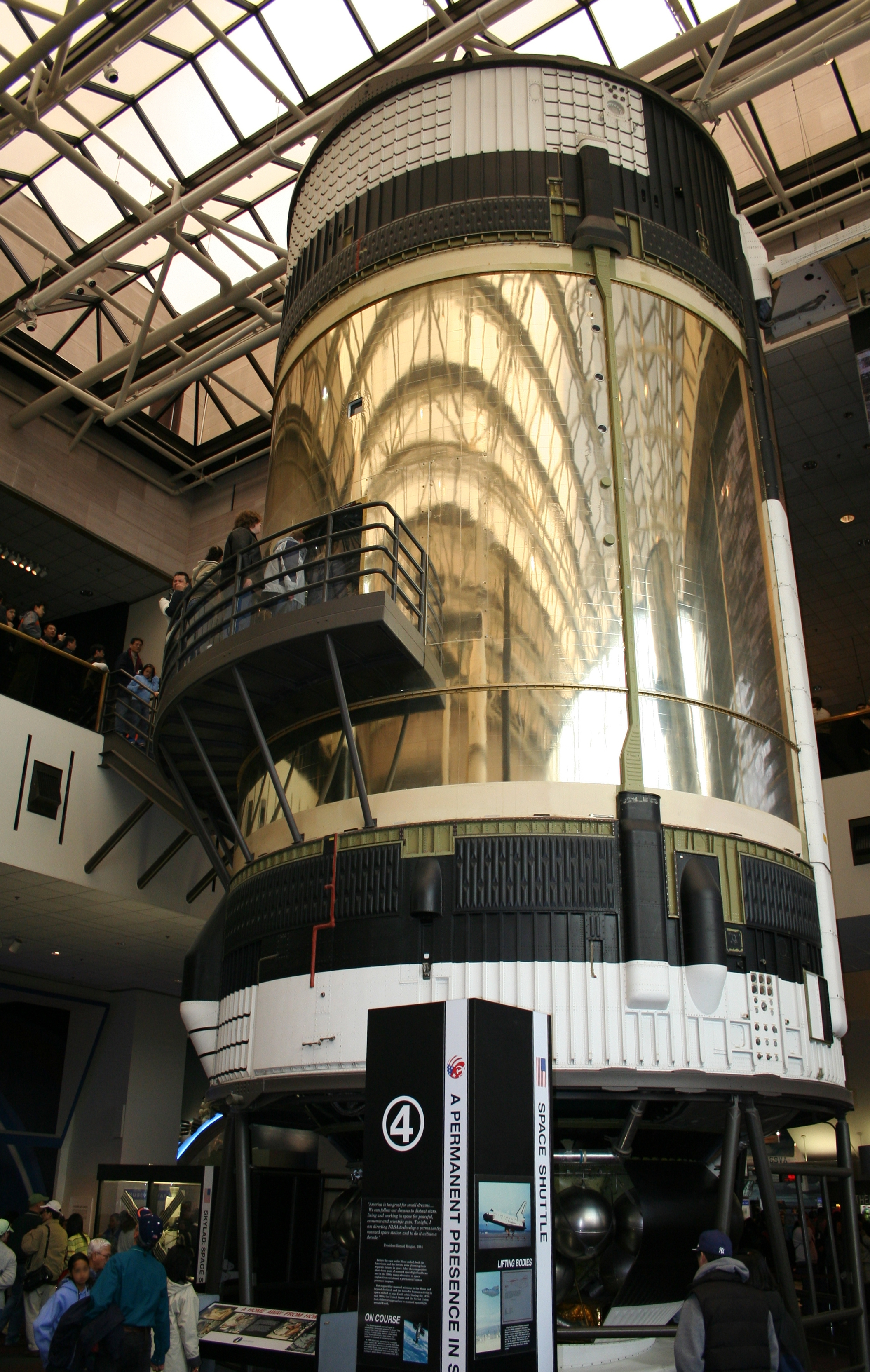
Ступінь S-IVB ракети SA-515, переобладнаний для використання як резервного для «Скайлеб», Національний музей авіації і космонавтики США.
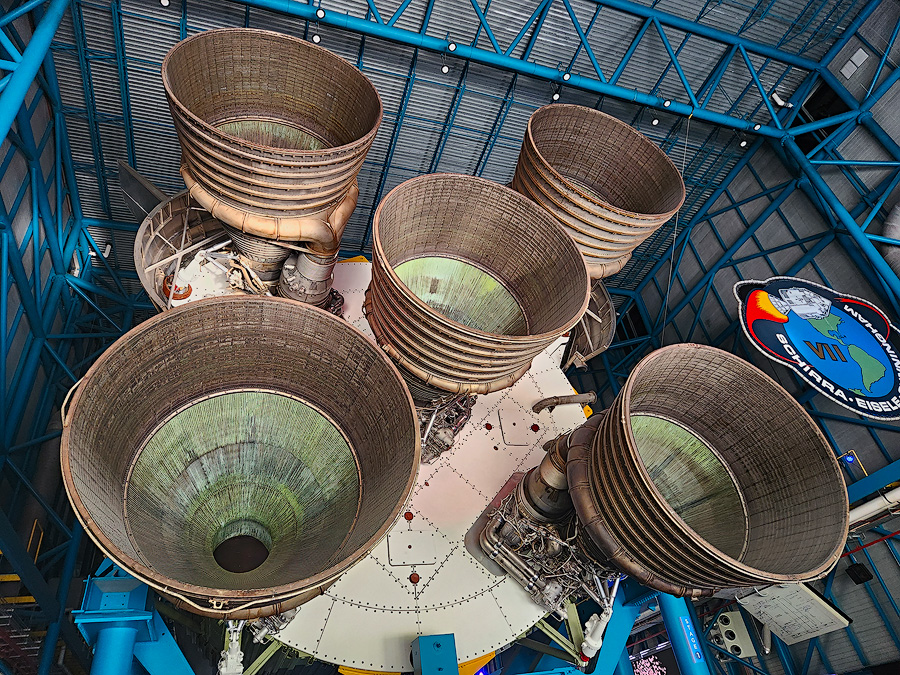
Основні двигуни «Сатурна V», Комплекс для відвідувачів Космічного центру імені Кеннеді[en]

## Відпрацьовані ступені
3 вересня 2002 року астроном Білл Йон виявив підозрілий астероїд, якому було присвоєно позначення J002E3. Він перебував на навколоземній орбіті, і незабаром за допомогою спектрального аналізу було виявлено, що він покритий білим діоксидом титану — основним компонентом фарби, якої фарбували ракети «Сатурн V». Розрахунок орбітальних параметрів вказував на те, що це ступінь S-IVB місії «Аполлон-12». За планом, після відокремлення від космічного корабля «Аполлон» цей ступінь мав вийти на навколосонячну орбіту, але вважається, що його двигуни працювали занадто довго, через що цей ступінь пролетів надто далеко від Місяця і тому залишився на квазістабільній орбіті навколо системи Земля — Місяць. Вважається, що в 1971 році в результаті серії гравітаційних збурень він перейшов на навколосонячну орбіту, а потім, через 31 рік, знову був захоплений гравітацією Землі. У червні 2003 року ступінь знову зійшов з навколоземної орбіти.

### Сайти NASA
- Apollo Lunar Surface Journal
- Saturn launch vehicles (PDF)
- Launch complex 39 facility description (PDF)

### Інші сайти
- Apollo Saturn Reference Page
- Project Apollo Archive
- Apollo / Saturn V Development ApolloTV.net Video

### Симулятори
- 3D Saturn V Explorer and Launch Simulation Program
- 3D Apollo Simulator with Saturn V Simulation Program
- Saturn V / Saturn IB simulation for Orbiter spaceflight sim